# Della Scala
I Della Scala o Scaligeri furono una dinastia che governò sulla città di Verona per centoventicinque anni, dal 1262 al 1387.
Il primo di cui si hanno notizie certe è Arduino della Scala "possidente di riguardo e mercante di panni" che si dichiara di origine "latina" in un documento del 1180. Da Arduino, vennero un Leonardino, un Balduino. Dal figlio di quest'ultimo nacque Giacomino (o Jacopino), mercante di lane, considerato il capostipite dei successivi Signori di Verona.
Suo figlio Mastino non era particolarmente ricco, né aveva titoli nobiliari, ma era abile in politica, autorevole e capace, e soprattutto incline alla pace, aspetto fondamentale per i veronesi, che uscivano da una breve ma sanguinaria parentesi di dominio di Ezzelino III da Romano e ricoprì ruoli sempre più importanti all'interno della Domus Mercatorum fino a diventarne il podestà dal 1261 al 1269. Nel cuore di Mastino non vi fu un piano di conquista di Verona (se mai vi fu) a breve scadenza, ma procedette per gradi e per ciò fece conto del Consiglio Maggiore e dell'abile fratello Alberto. Egli comprese che la riuscita del suo piano era condizionata dall'appoggio del clero e dei mercanti, poiché i mercanti producevano grande ricchezza e avevano grande forza nel consiglio Maggiore, mentre l'alto clero disponeva di molto denaro.
Fu con Mastino che la città veneta passò in forma non traumatica da Comune a Signoria, anche se l'effettivo passaggio avvenne solo con il fratello Alberto. Con Cangrande invece la Signoria raggiunse l'apice della sua importanza e fama. Ai tempi di Cangrande della Scala, a causa del nome di questo esponente della famiglia, nacque la leggenda che i Della Scala fossero imparentati con qualche khan àvaro che avrebbe partecipato alla conquista longobarda d'Italia. Si tratta però solo del tentativo, spesso usato da famiglie di estrazione comune, di nobilitare, una volta giunte al potere, le proprie origini sulla base di assonanze di nomi o titoli.

## Organi di Governo di Verona

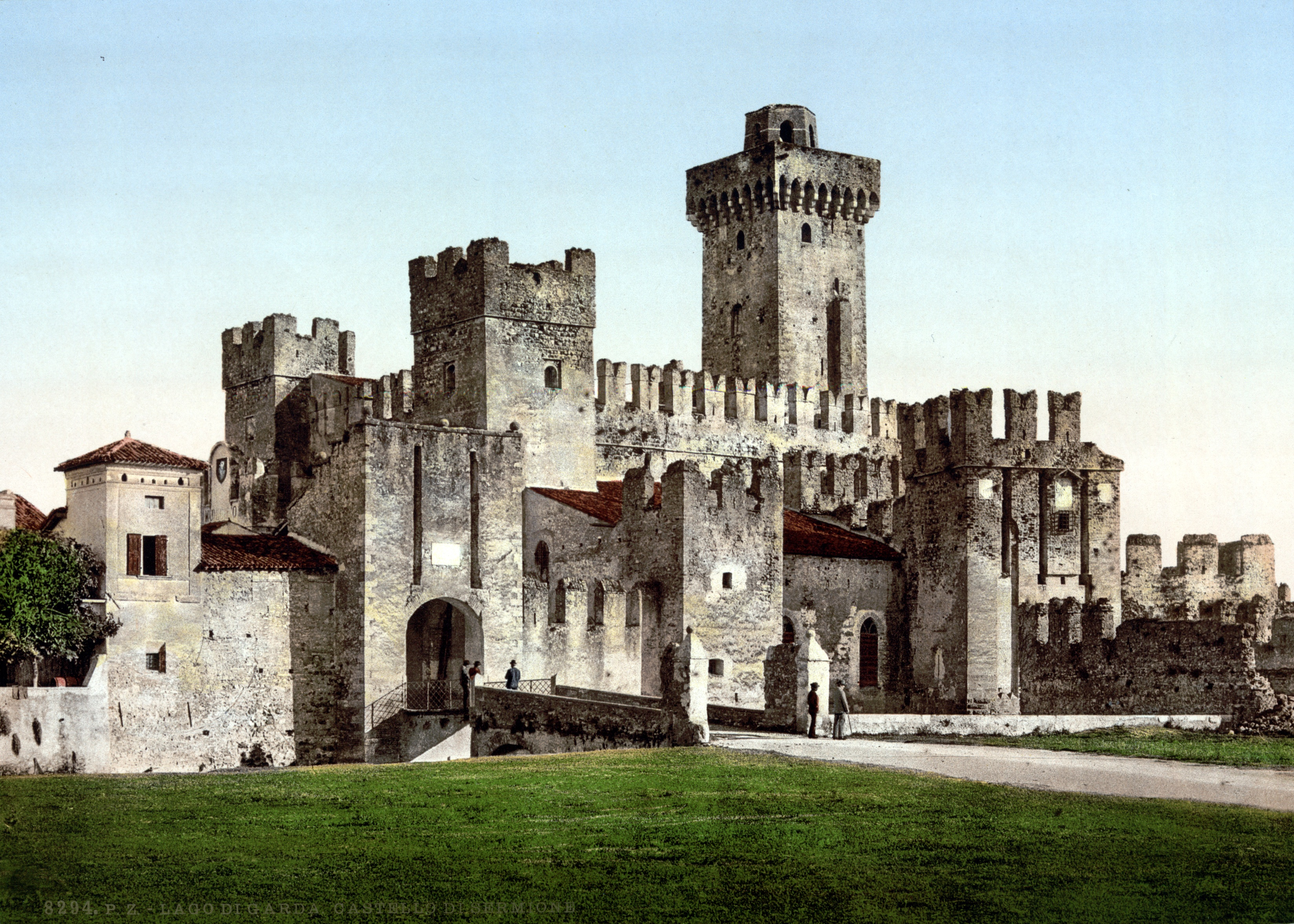
Il castello scaligero di Sirmione agli inizi del XX secolo

Il maggiore esponente del popolo veronese era in quel periodo la Domus mercatorum, una corporazione dei mercanti veronesi. Le Arti detenevano in sostanza il potere nella città tramite i gastaldioni (i capi delle Arti), che eleggevano un proprio podestà, denominato capitano e rettore di gastialdoni dei Mestieri e di tutto il popolo, e una parte del consiglio Maggiore. I gastialdoni si riunivano e legiferavano su tutto quello che sembrava di utilità al Comune secondo gli statuti cittadini; il podestà era tenuto a presentare al consiglio Maggiore le deliberazioni dei capi delle Arti.
Le Arti eleggevano tredici anziani, i quali con i sapienti dei cinque quartieri e gli LXXX (gruppo non ben conosciuto) facevano parte del consiglio Maggiore, detto anche consiglio dei Cinquecento.

Il podestà aveva obbligo entro due settimane dall'inizio della sua carica di riformare il Consiglio Maggiore con l'aiuto degli anziani e dei sapienti. Il podestà era per statuto straniero, e sia a lui che al vicario competeva il potere esecutivo, mentre quello giudiziario era dei giudici e dei consoli, e il potere legislativo era affidato al Consiglio Maggiore.
Il potere quindi era soprattutto in mano ai capi delle Arti, mentre i feudatari non avevano alcun potere, poiché esclusi per statuto da tutte le cariche. Proprio per il grande potere che aveva la classe mercantile, di cui erano importanti esponenti gli scaligeri, fu facilitato l'accentramento del potere nelle mani della famiglia.

## Origini del cognome

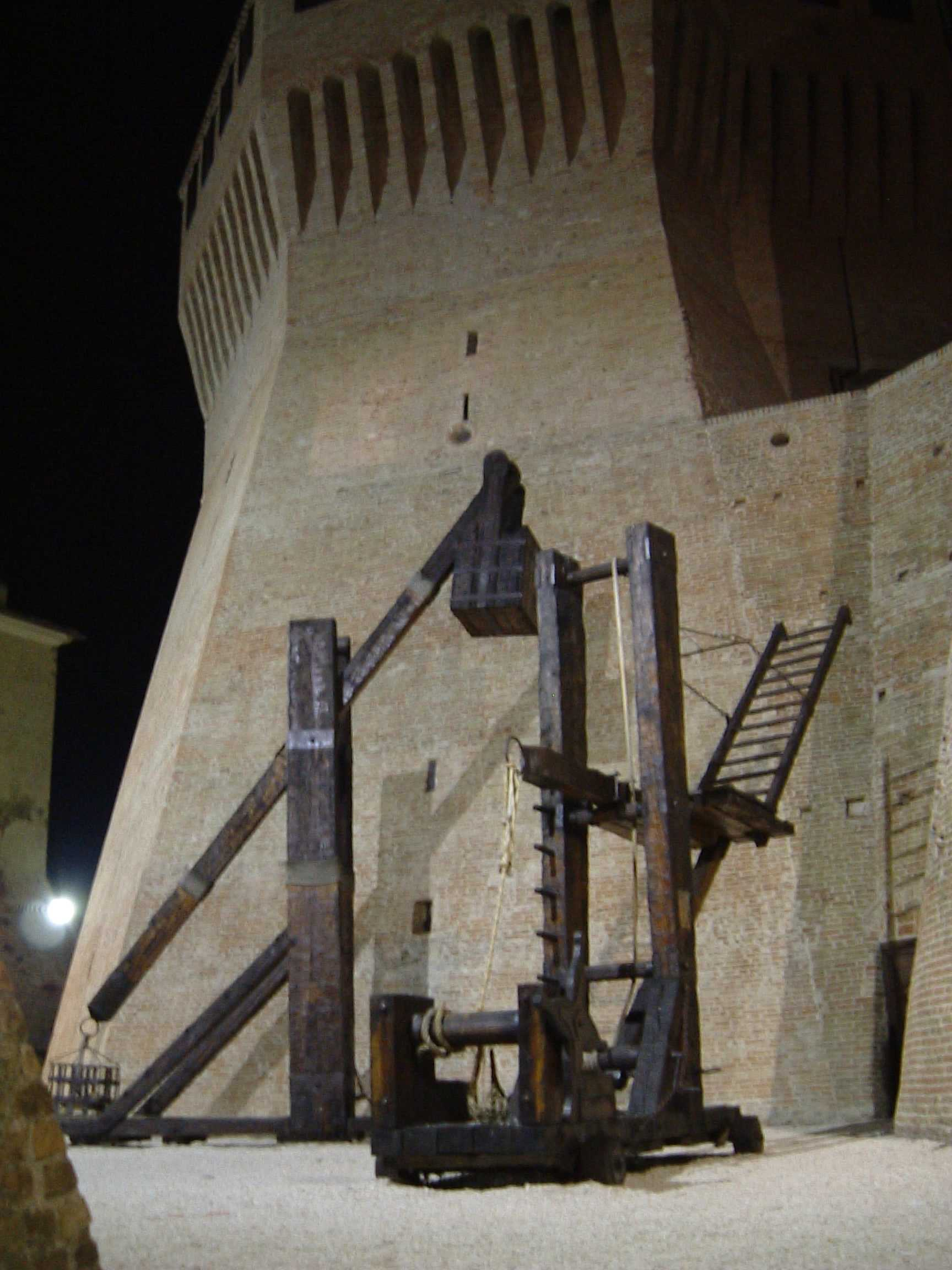
Macchine d'assedio di Francesco di Giorgio Martini nel fossato della Rocca roveresca di Mondavio

Il cognome "della Scala" deriva dall'attività militare della famiglia, che indica degli assaltatori di castelli. I Della Scala discenderebbero da assaltatori di castelli incaricati all'uso di scale d'assalto per conquistare castelli. Scala è un cognome panitaliano, con numerosi foci di diffusione, principalmente in Campania ed in Sicilia. La preposizione articolata "Della" posta davanti al cognome "Scala", potrebbe indicare proprio assaltatori di castelli che lavoravano per famiglie cognominate Scala. Le tracce araldiche risalgono alla nobile famiglia che dal 1262 al 1387 fu al governo della città di Verona.
Analogamente, si tratterebbe di un cognome simile al cognome Rampini di Sesto Campano o Rampini lombardi, che diversamente dai "Della Scala" recano rispettivamente sullo stemma un rampino sotto forma di croce di S. Andrea uncinata e un rampino semplice, altro strumento usato per assaltare i castelli.

## La signoria a Verona
A Verona la fazione ghibellina aveva ormai preso il sopravvento, e con Mastino I della Scala la città veneta passò in forma non traumatica da Comune a signoria. Fu nel 1262 che Mastino della Scala venne nominato Capitano generale perpetuo del popolo, e subito Mastino cercò di attenuare i contrasti civili e fece aiutare i villaggi devastati dalle numerose lotte. Già l'anno seguente i guelfi attentarono alla sua vita, ma il complotto venne svelato ancora prima che potesse essere messo in atto: i congiurati catturati furono condannati a morte, mentre quelli che riuscirono a fuggire vennero aiutati dai Sambonifacio.
Nel 1265 si ribellò Trento, che venne velocemente rioccupata, mentre poco dopo furono conquistati i castelli di Lonigo, Montecchio Maggiore e Montebello Vicentino. Due anni dopo scese in Italia l'imperatore Corradino di Svevia, che lo scaligero sostenne militarmente, tanto che l'intera città di Verona fu scomunicata dal pontefice: i guelfi ne approfittarono e insorsero a Mantova, dove però la città cadde in mano ai Bonacolsi, alleati degli scaligeri. Nel 1276 furono ritirate le scomuniche ma ad un prezzo altissimo: per compiacere il papa Alberto della Scala fece catturare a Sirmione circa 170 vescovi e preti Catari che furono imprigionati (Mastino però non accompagnò il fratello nella spedizione e non volle che la condanna a morte fosse eseguita, e infatti furono messi al rogo nell'Arena solo dopo la sua morte).
Con Mastino della Scala la città raggiunse un notevole stato di benessere, ma i guelfi tentarono ugualmente una congiura nel 1277, riuscendo in questo caso ad uccidere Mastino e l'amico di famiglia Nogarola. Ai colpevoli che riuscirono a scappare venne proibito il ritorno, mentre le loro case furono rase al suolo.
Gli successe allora il fratello Alberto, con cui si ebbe l'effettivo passaggio da Comune a Signoria, avvenuta grazie al grande favore che questi ottenne dal popolo che in soli dieci giorni gli affidò ampi poteri. Alberto fu abile nel fare sottoscrivere la pace con Brescia, Mantova e Padova, città guelfe in contrasto con il ghibellismo scaligero. È tra l'altro proprio in questo periodo che il vescovo di Verona permise ai Cimbri di stanziarsi nei territori semideserti della Lessinia. All'inizio degli anni novanta vennero occupate Este, Parma e Reggio, mentre nel 1297 Vicenza, insanguinata dalle lotte civili, si diede spontaneamente a Verona (al governo della città venne designato Cangrande). Le conquiste continuarono nel 1299, quando, con i figli Alboino e Cangrande, si impadronì anche di Feltre, Cividale e Belluno.
Alberto I della Scala morì nel 1301. Dei sei figli avuti dalla moglie Verde di Salizzole, che morirà nel 1306, tre erano maschi: il secondogenito Bartolomeo, il quartogenito Alboino, e il quintogenito Cangrande. Assumeva il potere quindi il figlio maggiore Bartolomeo, a cui Dante dedicò due terzine del canto XVII del Paradiso. Questi riuscì ad impadronirsi di Riva e Arco nel trentino, ma nel 1303 morì senza figli, lasciò quindi il posto al fratello Alboino, secondo in ordine di successione.
Alboino volle al potere insieme a lui il fratello minore Cangrande, appena diciottenne ma già valente in armi, col quale ottenne la riva bresciana del lago di Garda, e con il quale vinse alcune battaglie contro Este, Brescia e Parma. Nel 1310 l'imperatore Enrico VII nominò entrambi vicari imperiali, ma l'anno successivo Alboino morì e lasciò il potere al solo fratello.

### Massima espansione e ricchezza della Signoria

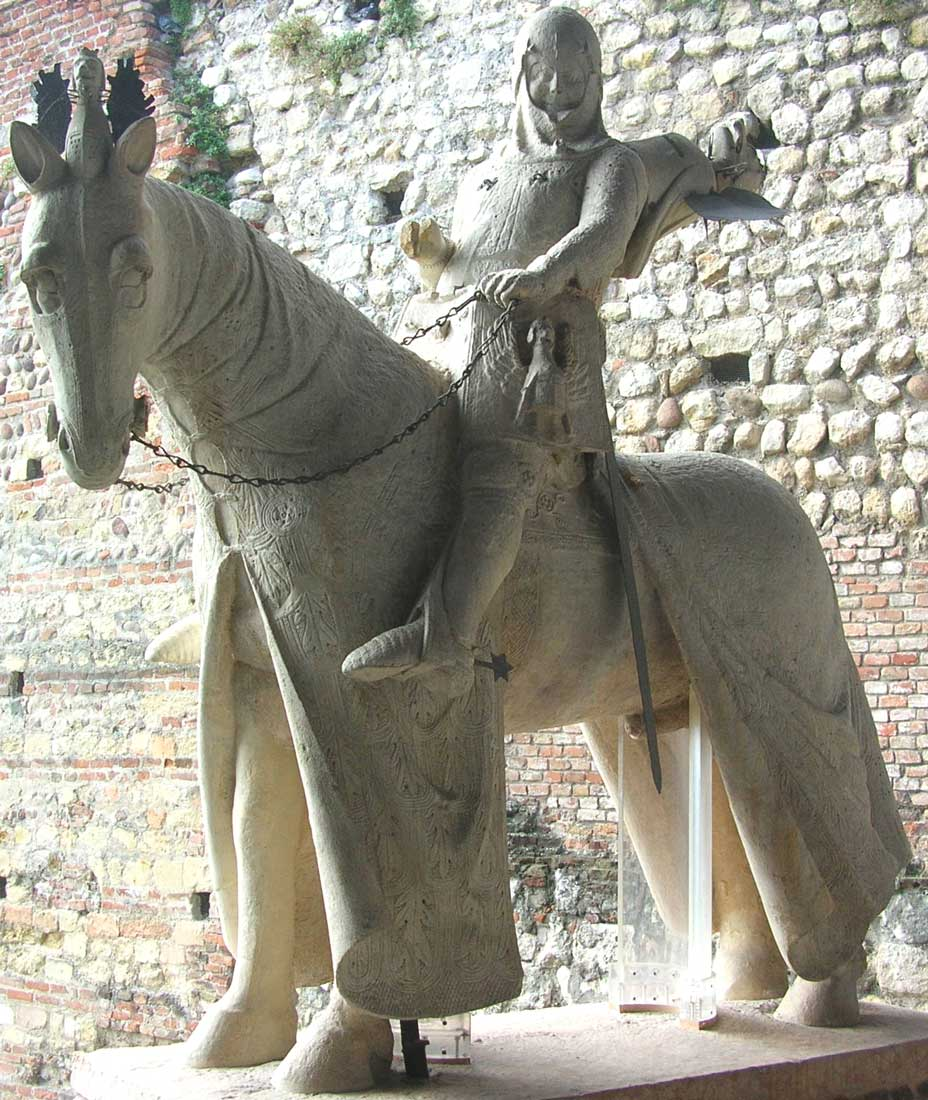
La statua equestre di Cangrande, presso Castelvecchio

Cangrande della Scala fu Signore illuminato e rispettato, ospitò per il secondo periodo Dante, esiliato da Firenze, nella reggia fatta allestire apposta per i grandi rifugiati politici, gli scienziati, poeti e artisti di talento che coprì generosamente di denaro e doni. A Cangrande Dante dedicò una menzione d'onore nel canto XVII del Paradiso nella Divina Commedia: Dante sperava che questo principe valoroso e potente potesse realizzare l'unificazione italiana dal poeta vagheggiata.
Fu allora che Padova fece lega con i Sambonifacio, Treviso e Aquileia, che firmarono una pace nel 1314. I combattimenti ripresero subito e già in settembre Padova assalì Vicenza; informato della notizia Cangrande, che a Verona stava festeggiando le nozze del nipote Franceschino, in quattro ore di galoppo sfrenato giunse a Vicenza con i pochi cavalieri della sua scorta. Alla testa delle milizie vicentine il 14 settembre 1314 fece una sortita dalla città cogliendo le truppe padovane di sorpresa e le sbaragliò. Il bottino fu cospicuo e furono catturati molti illustri cittadini di Padova, tra cui   Marsilio da Carrara, che venne trattato come un ospite sino alla pace della fine del 1315. 
La situazione si ripeté tre anni dopo quando, mentre Cangrande e l'alleato Matteo Visconti stavano assediando Brescia, i padovani assalirono nuovamente Vicenza. Cangrande abbandonò immediatamente l'assedio e cavalcò con il consueto impeto verso Vicenza. Così il 22 maggio 1317 piombò inaspettato sulle truppe padovane cogliendole di sorpresa e le travolse catturandone il comandante, Vinciguerra di Sambonifacio, per poi tornare subito all'assedio di Brescia.
Gli scontri con Padova proseguirono fin quando Cangrande, che per due volte aveva sconfitto i Padovani sotto le mura della loro città, dettò la pace. L'antico Comune di Padova, esausto per il lungo sforzo militare, dovette accettare il 12 febbraio 1318 per poi conferire a Giacomo da Carrara la Signoria della città.
Il 1318 a Soncino, dopo aver reso omaggio alla salma di Ezzelino III da Romano, Cangrande venne nominato Capitano Generale della Lega Ghibellina con uno stipendio di 1000 fiorini d'oro al mese.
Nel 1325 Cangrande venne colpito da una grave malattia, e si sparse la voce che fosse morto: Federico della Scala allora si fece eleggere principe, ma alla sua guarigione Cangrande bandì lui e la sua famiglia, oltre alle altre famiglie che parteciparono al complotto (compresi i Montecchi).
Nel 1328 un legato pontificio indisse una crociata contro di lui (con una accusa di eresia), a cui risposero numerose città guelfe che vennero però sconfitte. Riuscì quindi a consolidare il dominio di Padova, entrandovi da trionfatore il 10 settembre 1328 e mise d'assedio Treviso, che poco dopo si arrese: divenne quindi signore di Verona, Vicenza, Padova, Treviso, Belluno, Feltre, Monselice, Bassano, oltre che vicario imperiale di Mantova e capo ghibellino italiano. Cangrande però morì a soli 38 anni, avvelenato con la digitale purpurea (forse dal suo stesso medico) e non, come spesso ritenuto, per un'indisposizione presa bevendo da una fonte fredda.
La prematura e inaspettata morte di Cangrande della Scala lasciò la Signoria senza discendenti diretti (ebbe solo figlie femmine, oltre che maschi illegittimi), il potere venne quindi trasmesso al nipote Mastino II della Scala, che portò la signoria fino a Pontremoli e sul Mar Tirreno. 

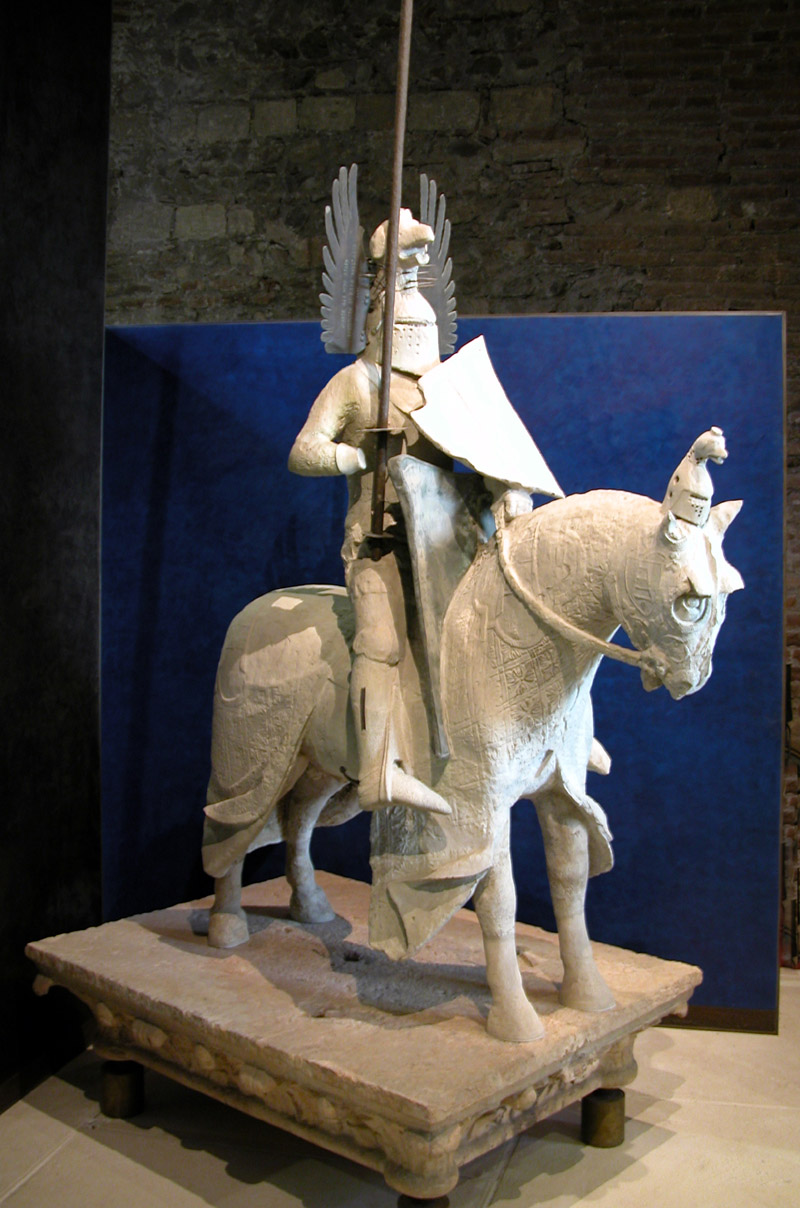
Mastino II - statua equestre un tempo sulla sommità della sua arca, ora ricoverata in una delle torri di Castelvecchio

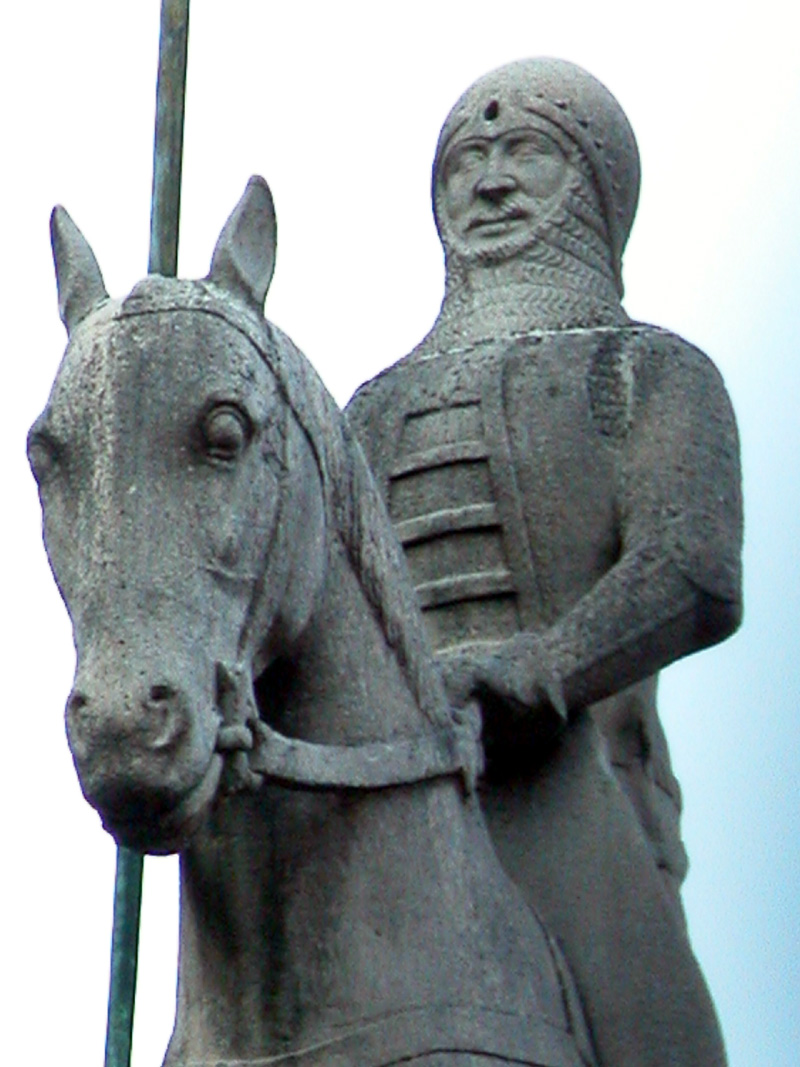
Cansignorio

Nel 1328 i figli illegittimi di Cangrande tentarono una congiura per uccidere i figli di Alboino della Scala (Alberto II e Mastino II), ma vennero scoperti e imprigionati. Mastino II l'8 agosto 1331 venne eletto Capitan Generale della lega formata, oltre che da Verona, dagli Estensi, dai Gonzaga e dai Visconti (in seguito si unì anche Firenze), per difendersi dalla discesa del Re di Boemia (sollecitato dal papa), che aveva già conquistato alcune città lombarde. Mastino II, a capo dell'esercito ghibellino, corse in soccorso di Ferrara (posta d'assedio): vinse la battaglia e, al suo ritorno a Verona, venne acclamato dalla popolazione. Sottomise successivamente Bergamo, data agli alleati, e per la signoria scaligera Brescia, Parma, Lucca, Massa e Pontremoli.

### Decadenza della Signoria

Dominii scaligeri nel momento di massima espansione (1336)

I due scaligeri furono mal consigliati, e finirono per infastidire Venezia che, spaventata dalla spinta verso Chioggia di Verona, fece lega con Firenze (nel 1337 si unirono anche Milano, Mantova ed Este), con conseguenze disastrose per la signoria scaligera: venne addirittura fatto prigioniero Alberto II. Con la pace del 1339, che coinvolse con prezzi alti Ludovico il Bavaro, e una gestione di paci separate con i contendenti, Mastino II riuscì a salvare la Signoria e il fratello con un forte ridimensionamento territoriale: rimasero solo Verona, Vicenza, Parma (persa successivamente a favore di Azzo da Correggio) e Lucca (separata dal territorio, indifendibile e pertanto venduta a Firenze).
Si creò con Mastino II una situazione ambivalente, in cui una città sconfitta, sotto il peso di costi altissimi per il ridimensionamento territoriale e nuovamente divisa da discordie fra le famiglie influenti mantenne a lungo una corte importante che accoglieva i numerosi esuli delle lotte fratricide tra italiani. Per via di parentele con Ludovico il Bavaro Verona divenne una sorta di protettorato: furono tempi in cui gli Scaligeri avevano sempre meno potere ma, ironia della sorte, in cui eressero i monumenti che più li ricordano: Castelvecchio, il Ponte scaligero, le Arche scaligere che ne custodiscono i resti.
Mastino II morì nel 1351 e la Signoria passò ai figli Cangrande II della Scala, Cansignorio della Scala e Paolo Alboino della Scala (Alberto II si ritirò a vita privata e morì poco dopo). Il primo detto "Can rabbioso" fu il vero e proprio governante della città. Si comportò come alcuni dittatori moderni, ammassando ricchezze fuori Verona per i figli tutti illegittimi, impoverendola, e alimentando scontri interni fino alla sua morte nel 1359 per mano del fratello Cansignorio.
Cansignorio della Scala governò in una relativa pace e abbellì Verona al punto di farla soprannominare Marmorina per l'abbondanza di antichi marmi e statue romane, gettò il primo ponte in muratura sull'Adige, il ponte Navi, e pose il primo orologio su una torre in Italia, la torre del Gardello, mosso con meccanismi ad acqua.
Prima della sua morte, nel 1375, ordinò la morte del fratello Paolo Alboino al fine di garantire la successione ai figli illegittimi Bartolomeo II della Scala e Antonio della Scala, allora non ancora maggiorenni.
I due ragazzi entrarono però in una sorta di protettorato dei Visconti, che approfittarono della debolezza politica del momento e del forte indebitamento in cui era caduta la città. Bernabò Visconti attaccò Verona reclamando l'eredità per la moglie Regina della Scala sorella di Cansignorio, ma i veronesi fecero una sortita e li costrinsero alla fuga. Per altri sei anni la città rimase in mano agli Scaligeri, ma Antonio della Scala fece uccidere il fratello per poter governare da solo: egli fece incolpare i Malaspina, i Nogarola (da sempre amici di famiglia) e i Bevilacqua, che riuscirono a trovar rifugio a Milano. Essi incitarono i Visconti a portare guerra ad Antonio della Scala: si formò quindi una lega tra Visconti, Carraresi, Estensi e i Gonzaga, che segnò la fine della signoria scaligera. L'esercito veronese combatté due grandi battaglie, tra le più grandi di quel tempo, prima della sconfitta definitiva nella battaglia di Castagnaro.
Ebbe fine l'indipendenza di Verona, e Antonio della Scala si ritirò a Venezia. Morì nel 1388 non lontano da Firenze, da dove era partito con un piccolo esercito alla volta di Verona.

## Impatto geografico
Gli Scaligeri divennero in breve una delle più potenti signorie d'Italia estendendo il proprio dominio su gran parte del nord-est. Il territorio da loro conquistato corrispondeva nella sua massima espansione al Veneto attuale e ai territori di Brescia, Parma, Lucca, Massa, Pontremoli e Cividale. Le conquiste territoriali permisero a Verona di controllare importanti rotte commerciali e di stabilire alleanze strategiche con altre città e signorie, aumentando l'influenza politica della famiglia della Scala. per quanto riguarda lo sviluppo delle infrastrutture sono principalmente ponti, strade, mura difensive e altri progetti che hanno migliorato la vita quotidiana dei cittadini e rafforzato la sicurezza della città. Grazie a questi sforzi, Verona è diventata un centro economico e culturale fiorente, attirando commercianti, artisti e viaggiatori da tutto il mondo. Gli scaligeri gestivano le risorse incentivando la produzione agricola attraverso politiche di incentivazione e protezione dei contadini. Inoltre, gli Scaligeri hanno acquisito e gestito vasti possedimenti terrieri intorno a Verona, garantendo un flusso costante di risorse agricole e finanziarie per la città. 
| Ritratto                                                          | Nome                                                | Stemma                       | Nascita       | Regno            | Regno            | Morte                | Consorte/i                                        | Discendenza (legittima/illegittima) | Sepoltura       | Annotazioni/curiosità |
| Ritratto                                                          | Nome                                                | Stemma                       | Nascita       | Inizio           | Fine             | Morte                | Consorte/i                                        | Discendenza (legittima/illegittima) | Sepoltura       | Annotazioni/curiosità |
| ----------------------------------------------------------------- | --------------------------------------------------- | ---------------------------- | ------------- | ---------------- | ---------------- | -------------------- | ------------------------------------------------- | --- | --------------- | --- |
|                                                                   | Leonardino della Scala detto"Mastino I" della Scala |                              | c. 1220       | 1262             | 26 ottobre 1277  | 26 ottobre 1277      | Gilia                                             | Legittimi: Niccolò Illegittimi: Bartolomeo, Guido, Pietro, Ardito, Francesco, Verde                                                              |                 | Figlio di Jacopino della Scala. Fu assassinato da quattro uomini, insieme al suo amico Antonio Nogarola.                                                                                   |
|                                                                   | Alberto I della Scala                               |                              | c. 1245       | 26 ottobre 1277  | 3 settembre 1301 | 3 settembre 1301     | Verde di Salizzole                                | Legittimi: Costanza, Bartolomeo, Barbara, Alboino, Cangrande, Caterina Illegittimi: Giuseppe                                                     |                 | Figlio di Jacopino della Scala e fratello di Mastino I, fu anche podestà di Mantova nel 1272 e nel 1275.                                                                                   |
|                                                                   | Bartolomeo I della Scala                            |                              | 1270          | 3 settembre 1301 | 7 marzo 1304     | 7 marzo 1304         | (1ª) Costanza di Antiochia (2ª) Onesta di Savoia  | Legittimi: Francesco Illegittimi: Cecchino e Bailardino                                                                                          |                 | Figlio di Alberto I. Accolse Dante Alighieri, dopo che questi fu esiliato da Firenze, e per questo lui e la sua dinastia vennero lodati nel XVII Canto del Paradiso.                       |
|                                                                   | Alboino della Scala                                 |                              | ...           | 7 marzo 1304     | 29 novembre 1311 | 29 novembre 1311     | (1ª) Caterina Visconti (2ª) Beatrice da Correggio | Legittimi: Verde, Mastino, Alberto, Alboina Illegittimi: Pietro                                                                                  |                 | Figlio di Alberto I e fratello di Bartolomeo I. Dal 1308 associò al potere il fratello Cangrande I.                                                                                        |
|                                                                   | Cangrande I della Scala                             |                              | 9 marzo 1291  | 1308             | 22 luglio 1329   | 22 luglio 1329       | Giovanna di Svevia                                | Legittimi: nessuno Illegittimi: Gilberto, Bartolomeo, Francesco, Margherita, Franceschina, Lucia Cagnola, Giustina, Alboino                      | Arche Scaligere | Figlio di Alberto I e fratello di Bartolomeo I e Albino. Come fece il fratello Bartolomeo, accolse Dante Alighieri e da questi venne particolarmente elogiato nel XVII Canto del Paradiso. |
|                                                                   | Mastino II della Scala                              |                              | 1308          | 22 luglio 1329   | 3 giugno 1351    | 3 giugno 1351        | Taddea da Carrara                                 | Legittimi: Verde, Regina, Paolo Alboino, Cangrande, Caterina, Altaluna, Cansignorio Illegittimi: Fregnano, Aimonte, Giovanni, Margherita, Pietro | Arche Scaligere | Figlio di Alboino e nipote di Bartolomeo I e Cangrande I. Era associato al potere con il fratello Alberto II.                                                                              |
|                                                                   | Alberto II della Scala                              |                              | 1306          | 22 luglio 1329   | 3 giugno 1351    | 13 settembre 1352    | Agnese di Gorizia                                 | Legittimi: nessuno Illegittimi: una figlia senza nome e Alboina                                                                                  |                 | Anche se associato al potere con il fratello Mastino II, il potere era de facto nelle sole mani di quest'ultimo.                                                                           |
|                                                                   | Cangrande II della Scala detto Can Rabbioso         |                              | 7 giugno 1332 | 3 giugno 1351    | 14 dicembre 1359 | 14 dicembre 1359     | Elisabetta di Baviera                             | Legittimi: nessuno Illegittimi: Beatrice, Francesca, Tebaldo, Guglielmo, Giordana, Taddea, Cagnola, Fregnano                                     |                 | Figlio di Mastino II. Venne assassinato dal fratello Cansignorio. |
|                                                                   | Cansignorio della Scala                             |                              | 5 marzo 1340  | 14 dicembre 1359 | 19 ottobre 1375  | 19 ottobre 1375      | Agnese di Durazzo                                 | Legittimi: Tarsia Illegittimi: Antonio, Bartolomeo, Lucia                                                                                        | Arche Scaligere | Figlio di Mastino II. Assassinò i fratelli Cangrande II nel 1359 e Paolo Alboino nel 1375.                                                                                                 |
|                                                                   | Paolo Alboino della Scala                           |                              | 1344          | 14 dicembre 1359 | 20 febbraio 1365 | 17 o 18 ottobre 1375 |                                                   | Illegittimi: Silvestra, Pantasilea, Orsolina |                 | Nel 1375, sul letto di morte, il fratello Cansignorio ordinò la sua uccisione (Paolo era già incarcerato dal 1365).                                                                        |
|                                                                   | Bartolomeo II della Scala                           |                              | ...           | 19 ottobre 1375  | 12 luglio 1381   | 12 luglio 1381       |                                                   | |                 | Figlio di Cansignorio. Venne associato al potere con il fratello Antonio, ma venne da quest'ultimo assassinato.                                                                            |
|                                                                   | Antonio della Scala                                 |                              | 1362          | 19 ottobre 1375  | 18 ottobre 1387  | 3 settembre 1388     | Samaritana da Polenta                             | Legittimi: Canfrancesco e Polissena Illegittimi: Cleofe e Taddea                                                                                 |                 | Figlio di Cansignorio. Venne associato al potere con il fratello Bartolomeo II, che però poi fece assassinare. Venne deposto da Gian Galeazzo Visconti e morì esiliato.                    |
| Conquista e dominio dei Visconti del Ducato di Milano (1387–1404) |                                                     |                              |               |                  |                  |                      |                                                   | |                 | |
|                                                                   | Guglielmo della Scala                               | (governo fantoccio padovano) | ...           | 8 aprile 1404    | 18 aprile 1404   | 18 aprile 1404       |                                                   | Nicodemo, Brunoro, Antonio, Niccolò, Oria, Beatrice, Caterina, Paolo, Chiara, Fregnano, Bartolomeo                                               |                 | Figlio di Cangrande II. Assieme ai figli Brunoro e Antonio e con l'aiuto dei Carraresi guidò una rivolta contro i Milanesi, riconquistando precariamente il potere.                        |

### Genealogia

Una variante dello stemma scaligero, con due cani rampanti ai lati della scala

Altra variante, assunta per la prima volta da Cangrande I della Scala in quanto vicario imperiale, con l'aquila imperiale in cima alla scala

Si riportano i membri della famiglia storicamente considerati signori di Verona e di altre città.
|                                          |                                                |                                                       |                                                       |                                               |                                                |                                                      |                                                      |
|                                          | Jacopino †1215/48 Elisa Superbi                |                                                       |                                                       |                                               |                                                |                                                      |                                                      |
|                                          |                                                |                                                       |                                                       |                                               |                                                |                                                      |                                                      |
|                                          |                                                |                                                       |                                                       |                                               |                                                |                                                      |                                                      |
| Mastino I †1277                          | Mastino I †1277                                | Alberto I *1245? †1301 Verde di Salizzole             | Alberto I *1245? †1301 Verde di Salizzole             |                                               |                                                |                                                      |                                                      |
|                                          |                                                |                                                       |                                                       |                                               |                                                |                                                      |                                                      |
|                                          |                                                |                                                       |                                                       |                                               |                                                |                                                      |                                                      |
| Bartolomeo I †1304 Costanza di Antiochia | Bartolomeo I †1304 Costanza di Antiochia       | Alboino †1311 Caterina Visconti Beatrice di Correggio | Alboino †1311 Caterina Visconti Beatrice di Correggio | Cangrande I *1291 †1329 Giovanna di Antiochia | Cangrande I *1291 †1329 Giovanna di Antiochia  |                                                      |                                                      |
|                                          |                                                |                                                       |                                                       |                                               |                                                |                                                      |                                                      |
|                                          |                                                |                                                       |                                                       |                                               |                                                |                                                      |                                                      |
|                                          | Alberto II *1306 †1352 Agnese di Gorizia       | Alberto II *1306 †1352 Agnese di Gorizia              | Mastino II *1308 †1351 Taddea da Carrara              | Mastino II *1308 †1351 Taddea da Carrara      |                                                |                                                      |                                                      |
|                                          |                                                |                                                       |                                                       |                                               |                                                |                                                      |                                                      |
|                                          |                                                |                                                       |                                                       |                                               |                                                |                                                      |                                                      |
|                                          | Cangrande II *1332 †1359 Elisabetta di Baviera | Cangrande II *1332 †1359 Elisabetta di Baviera        | Paolo Alboino *1340 †1375                             | Paolo Alboino *1340 †1375                     | Cansignorio *1343 †1375 Agnese d’Angiò-Durazzo | Cansignorio *1343 †1375 Agnese d’Angiò-Durazzo       |                                                      |
|                                          |                                                |                                                       |                                                       |                                               |                                                |                                                      |                                                      |
|                                          |                                                |                                                       |                                                       |                                               |                                                |                                                      |                                                      |
|                                          | Guglielmo (naturale) *1350 †1404               | Guglielmo (naturale) *1350 †1404                      |                                                       | Bartolomeo II (naturale) †1381                | Bartolomeo II (naturale) †1381                 | Antonio (naturale) *1363 †1388 Samaritana da Polenta | Antonio (naturale) *1363 †1388 Samaritana da Polenta |

## Ramificazioni della dinastia

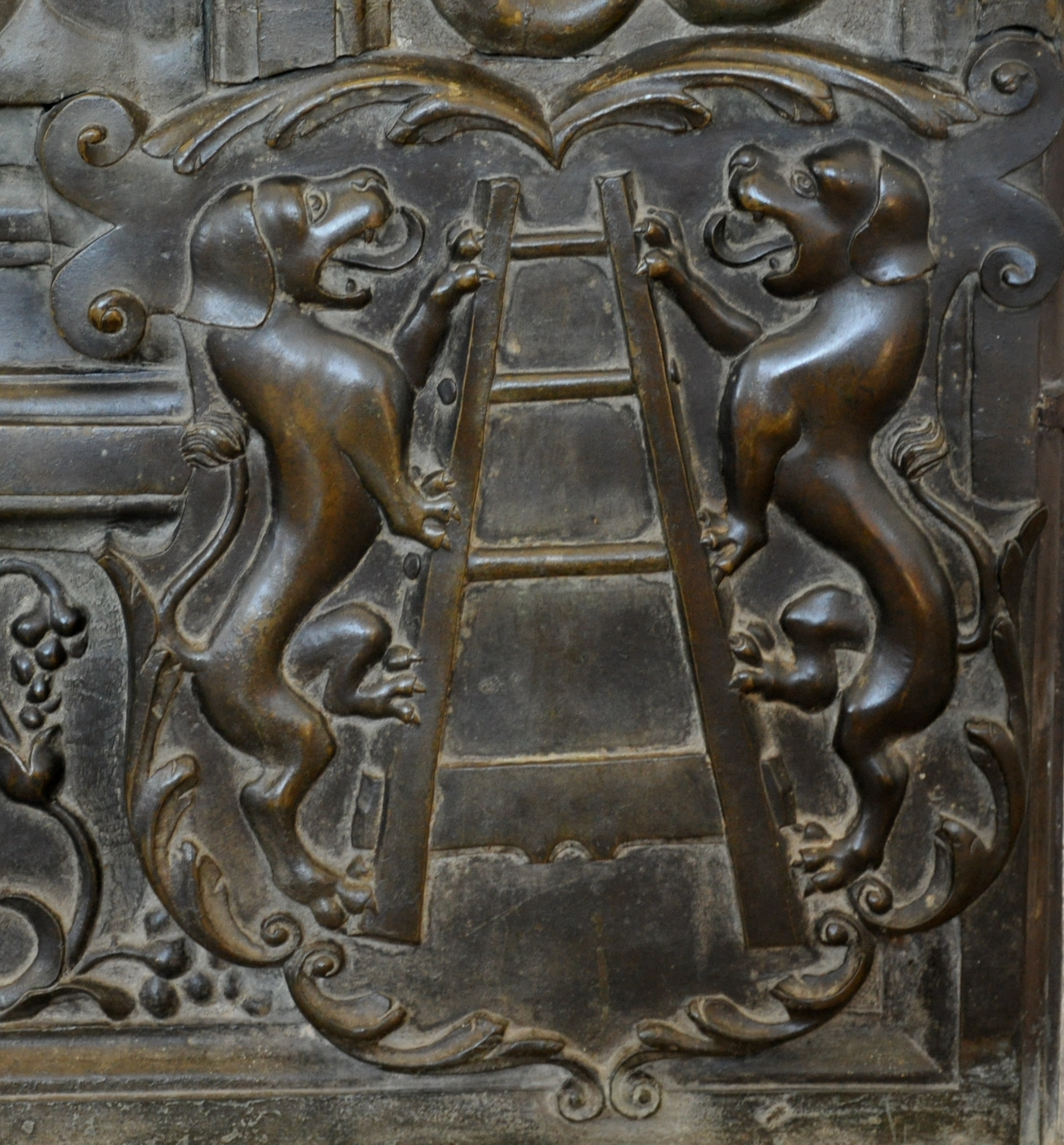
Stemma nella chiesa di St. Martin (Meßkirch), (1551). Lo stemma presenta due cani rampanti, rassomiglianti ai mastini napoletani. Non a caso il cognome Scala è maggiormente diffuso in ambiente napoletano.

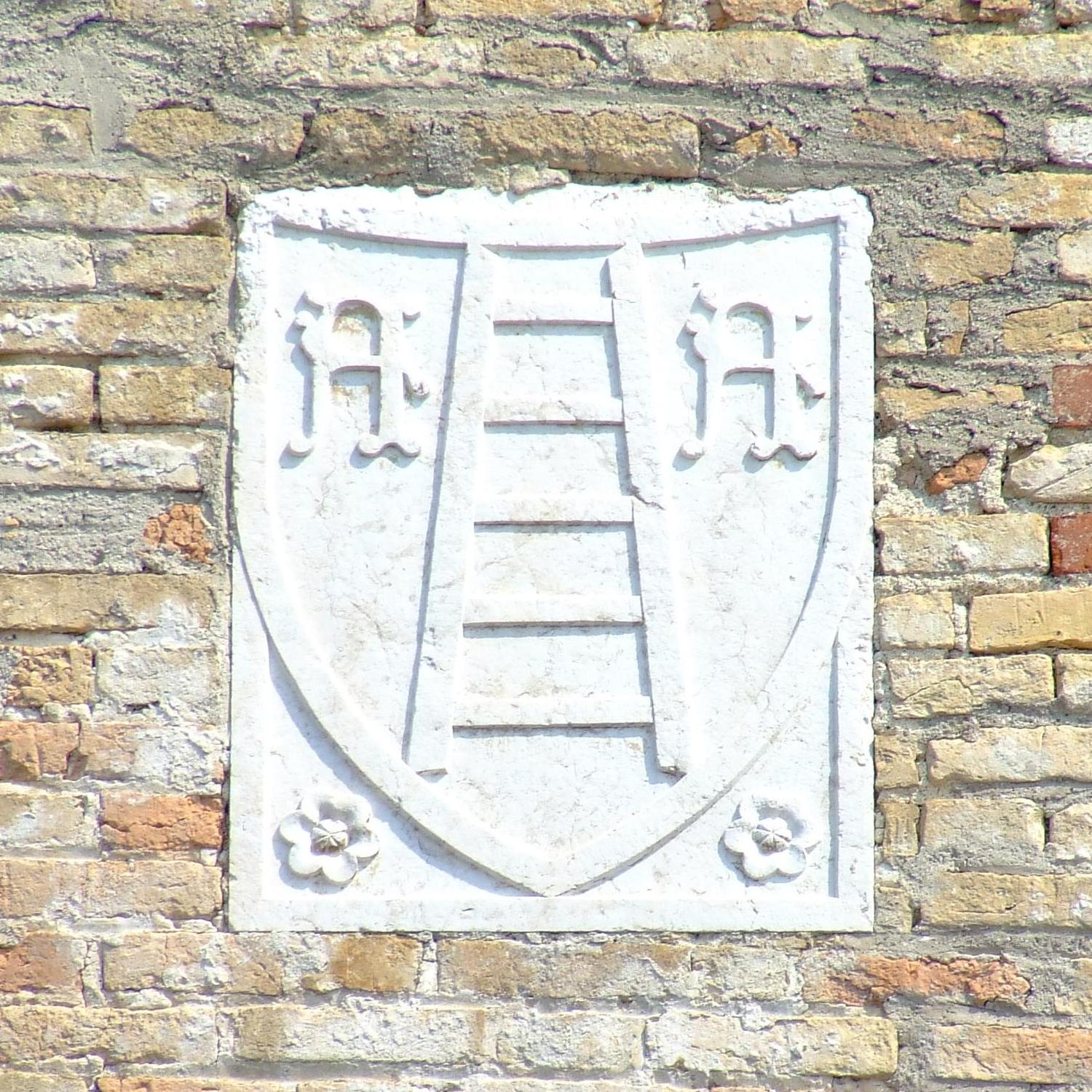
Stemma di Antonio della Scala posto sul castello di Sirmione, si noti la scala a cinque pioli e non a quattro

Quando nel 1387 Antonio della Scala venne definitivamente cacciato da Verona per opera di Gian Galeazzo Visconti, signore di Milano, dovette andare in esilio a Ravenna, ospitato dal padre di Samaritana, sua sposa, Guido III da Polenta, signore della città.
I Della Scala, fuggiti dalla città, finirono in Baviera traducendo in tedesco il loro cognome "Von der Leiter". Ebbero un ruolo rilevante nella vita della corte imperiale fino alla loro totale estinzione (circa 1580). Molti scaligeri morirono in giovane età o governarono poco: alcuni furono assassinati, altri morirono per malattia o in circostanze sospette. In tempi moderni, il sequenziamento del DNA di Cangrande I ha rivelato che egli soffriva di una malattia genetica che può provocare morti improvvise, la glicogenosi di tipo II, ed è possibile quindi che affliggesse anche i suoi parenti e discendenti.

### Linea tedesca
Dopo l'espulsione di Guglielmo della Scala (1350-1404), la sua vedova e i figli trovano rifugio presso la corte dell'imperatore tedesco Sigismondo di Lussemburgo. La famiglia viveva in Baviera sotto il nome di Von der Leiter (Von der Laitter o Leyter).
Guglielmo († 1404), figlio naturale di Cangrande II della Scala
Brunoro († 1437)
Paolo († 1441)
Giovanni († 1490)
Johann († 1547)
Giovanni († 1541), signore di Amerang
Giancristoforo († 1544), condottiero
Giovanni Vermundo († 24 aprile 1592)
Giovanna (1574-1654) baronessa di Lamberg, moglie di Sigismondo II conte di Dietrichstein e madre di Massimiliano di Dietrichstein.

### Altri rami
Un altro ramo della famiglia si spostò in Sicilia sotto il dominio aragonese, e si stabilì a Randazzo dove si imparentò con le famiglie nobili del posto e acquistò il Palazzo Reale Scala. Questo ramo collaterale conquistò il titolo di Baroni di Randazzo. Alla luce di questi avvenimenti risulterebbero dei discendenti in Sicilia ancora viventi e portanti il cognome "Scala", "Scalici" e "Scalisi", conservanti il sigillo a cinque pioli a cui la ramificazione siciliana aggiunse due stelle all'altezza del quarto piolo.
Un ramo lombardo esisteva sicuramente ancora nell'Ottocento (e forse anche oggi) e fu riconosciuto nell'elenco ufficiale delle famiglie nobili della Lombardia (Raccolta ufficiale delle leggi e dei decreti, 27 giugno 1895) come Conti Della Scala, Nobili di Lodi, etc., residenti a Cremona (la nobiltà lodigiana deriverebbe dall'aver avuto come vescovo di Lodi, tra 1368 e 1393, Pietro della Scala, figlio di Mastino II della Scala, Signore di Verona).
Da Nicolò della Scala detto Can Blaxius stabilitosi in Val Polcevera alla fine del Trecento è discesa la famiglia dei Patrizi Genovesi Cambiaso tra i cui membri più illustri si ricordano il pittore Luca e due dogi della Repubblica Genovese

## Controversie storiografiche

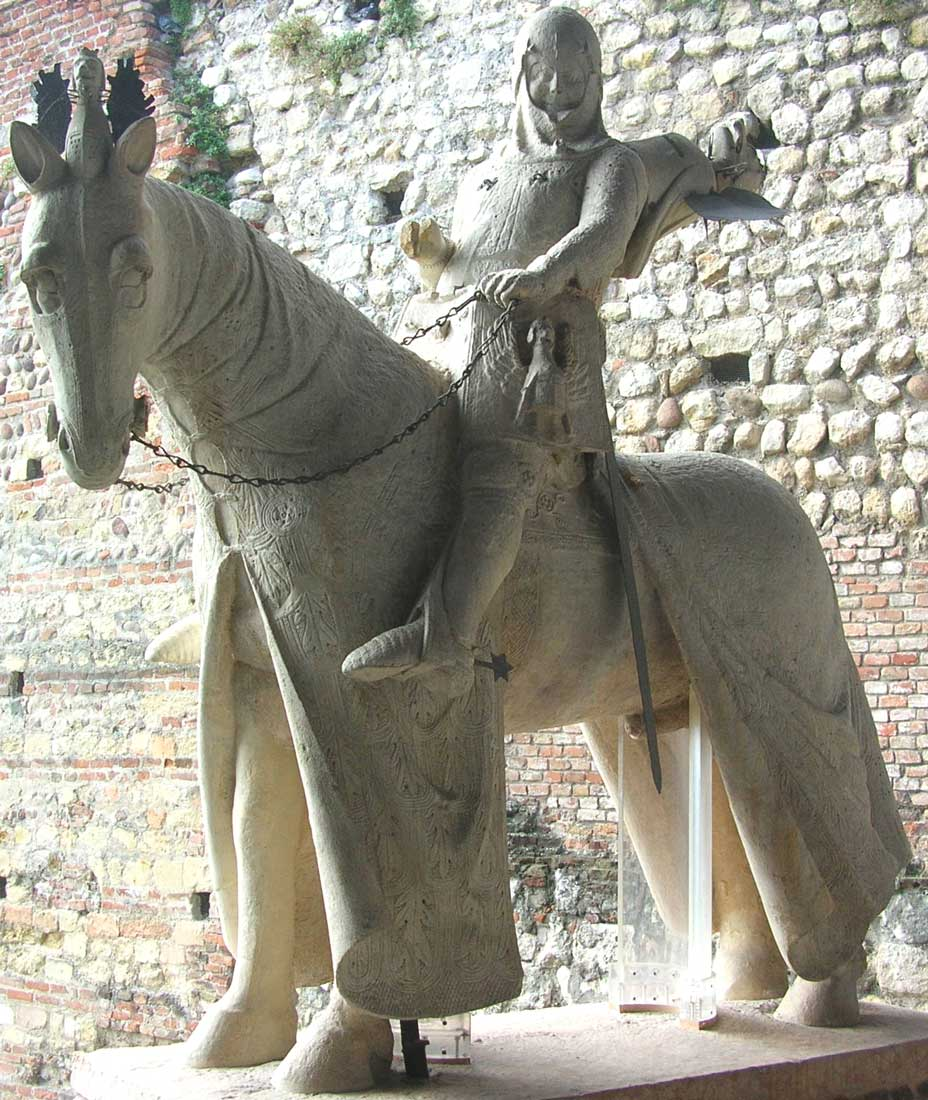
La statua equestre di Can Grande presenterebbe tratti orientali nel viso

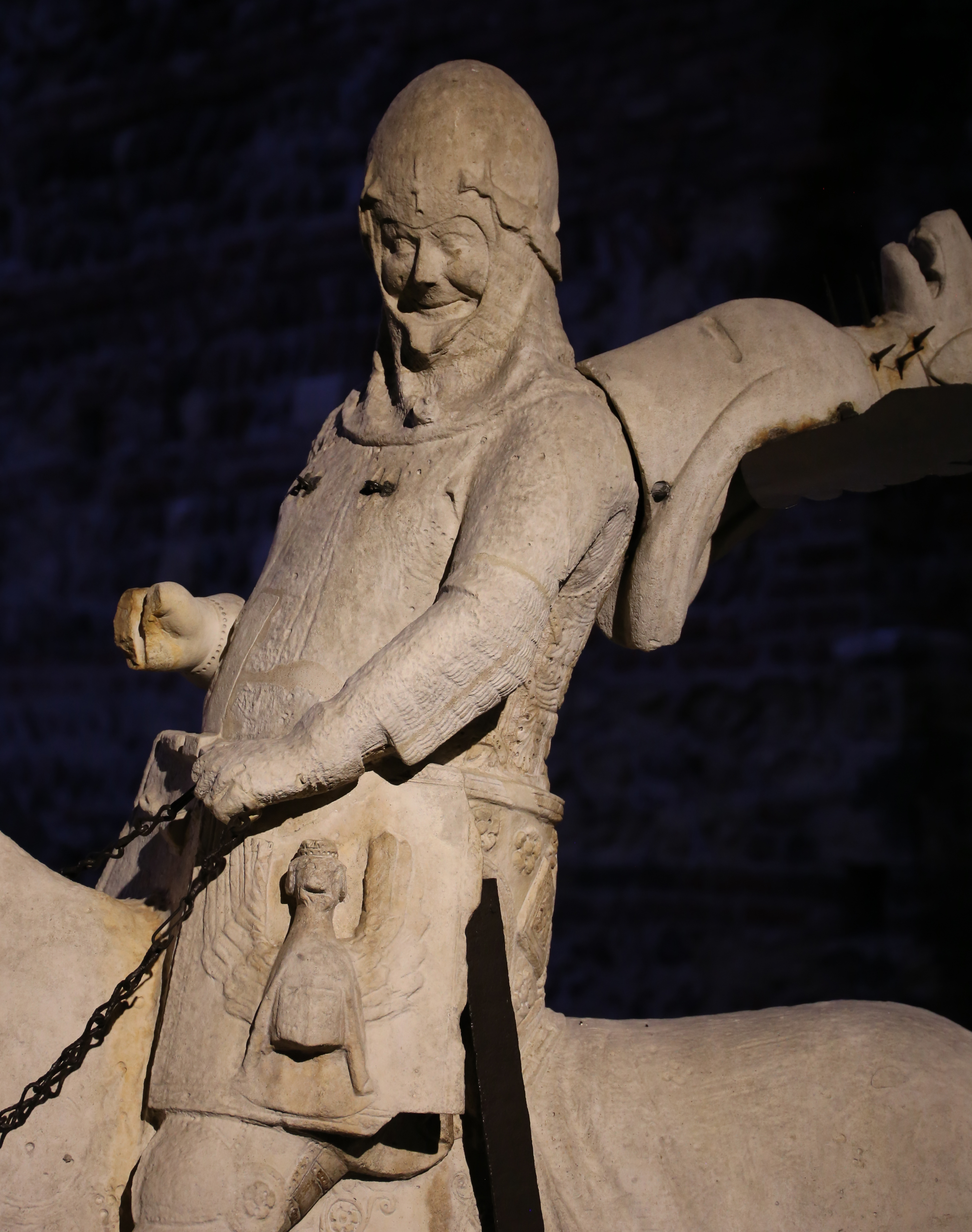
Statua equestre di Can Grande della scala, 1340 circa. Reca numerosi cani sullo scudo, sull'elmo calato sulla schiena della statua, nonché sulla testa del cavallo stesso.

Alcuni storici o pseudo-storici hanno sostenuto che il soprannome o titolo Can di alcuni membri del casato, come a esempio Can Grande I oppure Can Grande II o ancora Can Signorio, fosse usato per attribuire alla signoria di Verona un prestigio paragonabile ai khan orientali mongoli. Alcuni hanno sostenuto che il titolo Can o Cane denotasse un appellativo di natura nobiliare di origine turco-mongola, corrispondente a "sovrano", "monarca" o "principe-sovrano". A sostegno di questa tesi si è talvolta affermato che le statue di questi signori tendessero ad avere aspetti e tratti orientali. Considerando invece anche i soprannomi dei predecessori menzionati poc'anzi, quali erano Leonardino della Scala detto Mastino I e Mastino II, ossia un riferimento esplicito a una specie canina chiamata proprio mastino, e i differenti stemmi raffiguranti proprio la signoria di Verona, come nel caso dello stemma nella chiesa di St. Martin (Meßkirch, 1551), si evince una devozione per la specie canina. Infatti, la signoria era detta anche Can Signoria, cioè la "Signoria del cane", l'animale, in particolar modo il mastino napoletano, era rappresentato in vari stemmi). Si tratterebbe quindi di una antica devozione all'animale, come esiste per molte altre famiglie italiane rispetto ad altri animali. O, ancora, alcuni signori di Verona del casato della Scala avrebbero assunto appellativi come Mastino o Cane per indicare la loro forza come era uso comune fare anche in altri popoli, chiamandosi Lupo, Leone…
Mentre Giovanni Carlo Saraceni ci dice che:
Paolo Giovio e Lodovico Domenichi asserivano che:
Il titolo di Cane o Can quindi non verrebbe dagli avi dei signori veronesi, ma dai loro nemici abbattuti in terra santa (forse in Siria/Soria). Quindi la famiglia, secondo Giovio e Domenichi verrebbe dalla Baviera.
Altri autori lasciano intendere che è l'appellativo Magno, cioè Grande (Can Grande), quello dato al signore veronese per le imprese (dei suoi avi) in Terra Santa contro il Saladino, e non Can o Cane. Giovanni Botero ci fa intendere che l'appellativo Magno è invece dovuto alle conquiste fatte in Lombardia.

Tutti questi indizi possono suggerire che il casato scese in Italia con Federico Barbarossa e partecipò alla terza crociata in cui il Saladino accettava la sfida lanciata dal Barbarossa attraverso una lettera, in cui si chiedeva la restituzione delle terre occupate o uno scontro. Per meriti ottenuti in qualche battaglia presero il nome di Can dai loro nemici sconfitti e più tardi Francesco della Scala riutilizzò l'appellativo. Rimane curiosa la moneta riportata nelle "...Memorie del Museo..." di Lodovico Moscardo dove si vede uno scudo con tre mezze lune in una fascia e sull'altro lato della moneta una scala con quattro pioli; le tre mezze lune sono visibili anche sullo scudo di una rappresentazione della battaglia di Philomelium (1190 d.C.) contro i Turchi Selgiuchidi e su un mantello di questi. Va ricordato che Federico Barbarossa scese via terra, chiedendo la concessione di passare per i regni dei Balcani. Gli avi della Scala potrebbero anche essere passati per Canina (Valona) e aver conquistato l'antico castello, oppure aver preso questo titolo da qualche altro nemico abbattuto tra i turchi, in accordo alle informazioni di Giovio, Domenichi e Saraceni e alla comparazione tra disegni di monete di Lodovico Moscardo e altre rappresentazioni grafiche.  

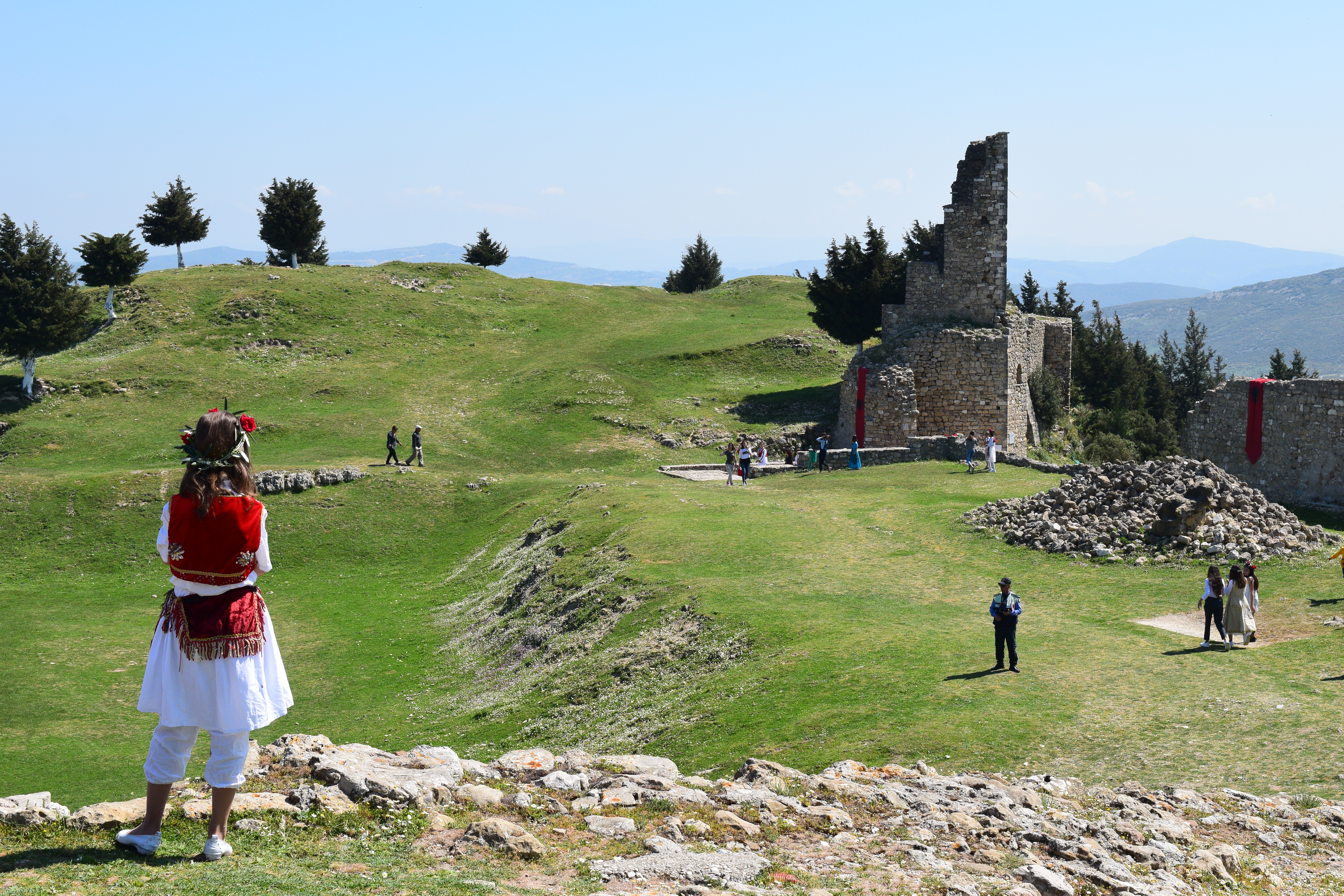
Resti dell'antichissimo castello di Canina. Si dice che il castello sia del 3º secolo a.C.

Ai tempi di Can Grande della Scala (1291-1329), nacque la leggenda che il soprannome Can anteposto al nome fosse una traduzione del titolo orientale di khan, usato per indicare la parentela con gli Avari che avrebbero partecipato alla conquista longobarda d'Italia. Tralasciando così i soprannomi di Mastino I e Mastino II (che stanno ad indicare proprio dei cani mastini o dei molossi) e la raffigurazione dei cani reggenti la scala, in alcuni stemmi del casato. Il territorio conquistato dagli Scaligeri corrispondeva nella sua massima espansione al Veneto attuale e ai territori di Brescia, Parma, Lucca, Massa, Pontremoli e Cividale. I della Scala dopo 125 anni di dominio (dal 1262 al 1387) scomparivano dalla scena come protagonisti e Venezia emergeva, quasi come loro successore. Antonio della Scala, sconfitto dall'alleanza tra Visconti e Carrara (di Padova) non poté che rifugiarsi a Venezia. Venezia nel 1400 dominava anche la signoria di Canina (o Kanina) e Corfù, territori meglio conosciuti come Principato di Valona. Secoli prima l'area di Canina fu invasa dagli Avari intorno al 587 d.C., poco dopo aver invaso la città di Sirmio, che ha un nome simile a Sirmione che fu controllata proprio dagli Scaligeri. Non sarebbe strano se i Della Scala avessero legami di parentela anche con i Castrioti e i Balšidi(o Balsici) imparentati a loro volta con nobili napoletani, come nel caso di Maria Balsa, e se questi scaligeri si sarebbero poi spostati in Sicilia, dopo aver dominato Verona. Infatti, la stirpe veronese si sarebbe trasferita in Sicilia sotto il dominio Aragonese, fermandosi prima presso Randazzo, dove contrasse parentela con alcune famiglie locali. Godettero di titolo nobiliare anche a Messina.

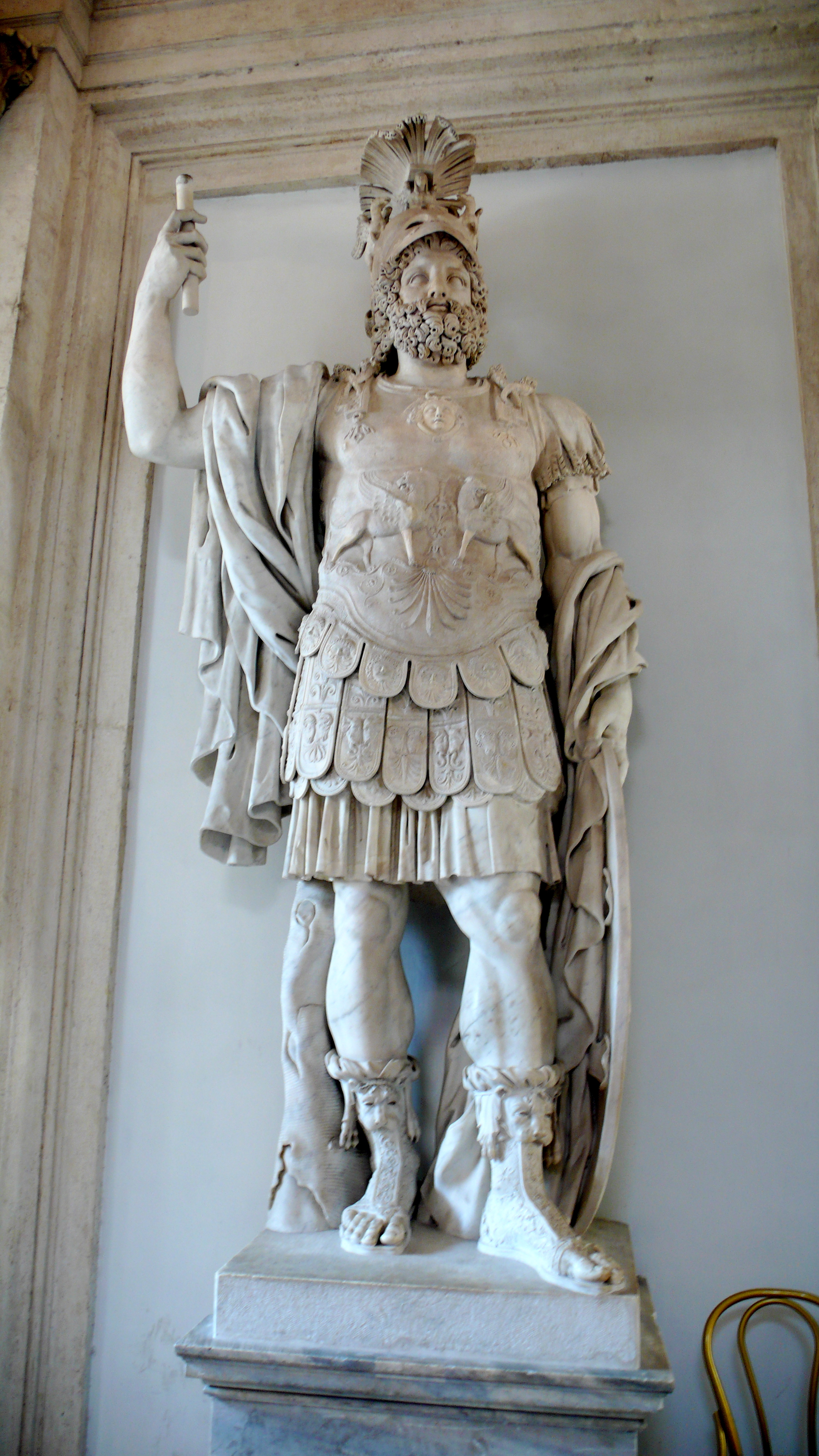
Statua colossale marmorea di Marte: "Pirro", risalente alla fine del I secolo d.C.

Il mastino alato nell'araldica, sarebbe una scelta legata all'uso di cani da guerra, così come il titolo di Can o Cane e i soprannomi Mastino. Infatti, il mastino napoletano che si vede nell'iconografia scaligera è un discendente dei molossi e fa parte dei molossidi: una razza di cani guerrieri oriundi dell'Albania o dell'Epiro, cioè di quella regione che nel XIV secolo presentava anche la signoria di Valona e Canina (o Kanina) diventata possesso di Venezia. I molossi, ormai estinti, prendevano il nome da una tribù che abitava l'antico Epiro e sembra fossero usati anche nelle battaglie di Alessandro Magno (che arrivò anche in Babilonia) e Pirro. Quest'ultimo (parente di Alessandro Magno) dal 306 a.C. fu proprio re della tribù preponderante dell'Epiro, i Molossi e osservando una statua del I secolo d.C. (conservata nei Musei Capitolini di Roma) si vedono sul busto della sua armatura un leone alato e forse un cane alato (sembra diverso dal leone). Quindi i Della Scala avrebbero voluto simboleggiare la loro forza e ascendenza da un'antica popolazione della penisola Balcanica che usava cani da guerra, per nobilitarsi oppure perché si scontrarono con una popolazione sulla quale ebbero la meglio. La signoria scaligera è detta quindi anche Can Signoria o signoria del Cane. Rimane curioso l'uso dei cani a mo' di leoni rampanti, questi si vedono in uno stemma della famiglia Scaliti.

Quindi, prese in considerazioni tutte queste informazioni e mettendole in accordo tra loro si può supporre che: il titolo di Can o Cane fu ripreso da Can-Grande dai suoi avi, che a loro volta lo avevano preso per onori e meriti nelle battaglie della terza crociata contro il Saladino. Questa tesi va in contrapposizione a quella che afferma che Can sia una traslitterazione o traduzione di Khan, per assonanza, e che i della Scala discenderebbero dagli Avari. Non sappiamo esattamente chi furono i nemici dai quali venne preso questo titolo di Can, ma potrebbero essere dei popoli della penisola Balcanica (anche presso Albania o Epiro dove c'era il castello di Canina) o turchi. Però, non vanno dimenticati i soprannomi di Mastino I e Mastino II insieme con l'iconografia e l'araldica del casato che spesso presenta questa figure di cani o cani alati (negli stemmi come sul cimiero dell'armatura), che a disdetta di qualcuno che afferma che Can non si riferisca all'animale, affermano il contrario. Anzi, sul disegno di una moneta riportato da Lodovico Moscardo possiamo vedere una moneta che presenta da un lato lo stemma con la scala e dall'altra parte un cane fedele accarezzato da un padrone, con una pettinatura tipica di qualche popolazione, forse di Babilonia dove l'iconografia di animali alati era ampia, e non era lontana dalla terra santa, oppure greca che ricorda proprio la statua (presumibilmente greca) Kouros (scultura greca, circa dal 550 a. C. in mostra al Museo Archeologico Nazionale di Firenze). Poi sempre Moscardo ci mostra anche una moneta con tre mezze lune, che si vedono anche in altre immagini del medio oriente nelle battaglie delle crociate, che dovrebbero invitarci a supporre che si tratti di un indizio riguardo ai nemici vinti dagli avi della Scala, da cui viene il titolo Can. Con questo non si dimentica che il primo membro "della Scala" di cui si hanno notizie date per certe è Arduino della Scala dichiarato di origine "latina" in un documento del 1180, nel senso di «ex genere Romanorum», cioè appartenente alla stirpe romana. Pertanto, i della Scala sembrano venire dalla Baviera (luogo dove successivamente tornarono col nome di Von Leiter); forse insieme a Federico Barbarossa scesero in Italia, ma l'origine latina di Arduino non è da scartare, se si ricorda che l'Impero Romano comprendeva anche la Raetia e che forse fu colonizzata proprio da avi di questo casato, forse provenienti proprio dalla Verona romana dove fecero ritorno. 

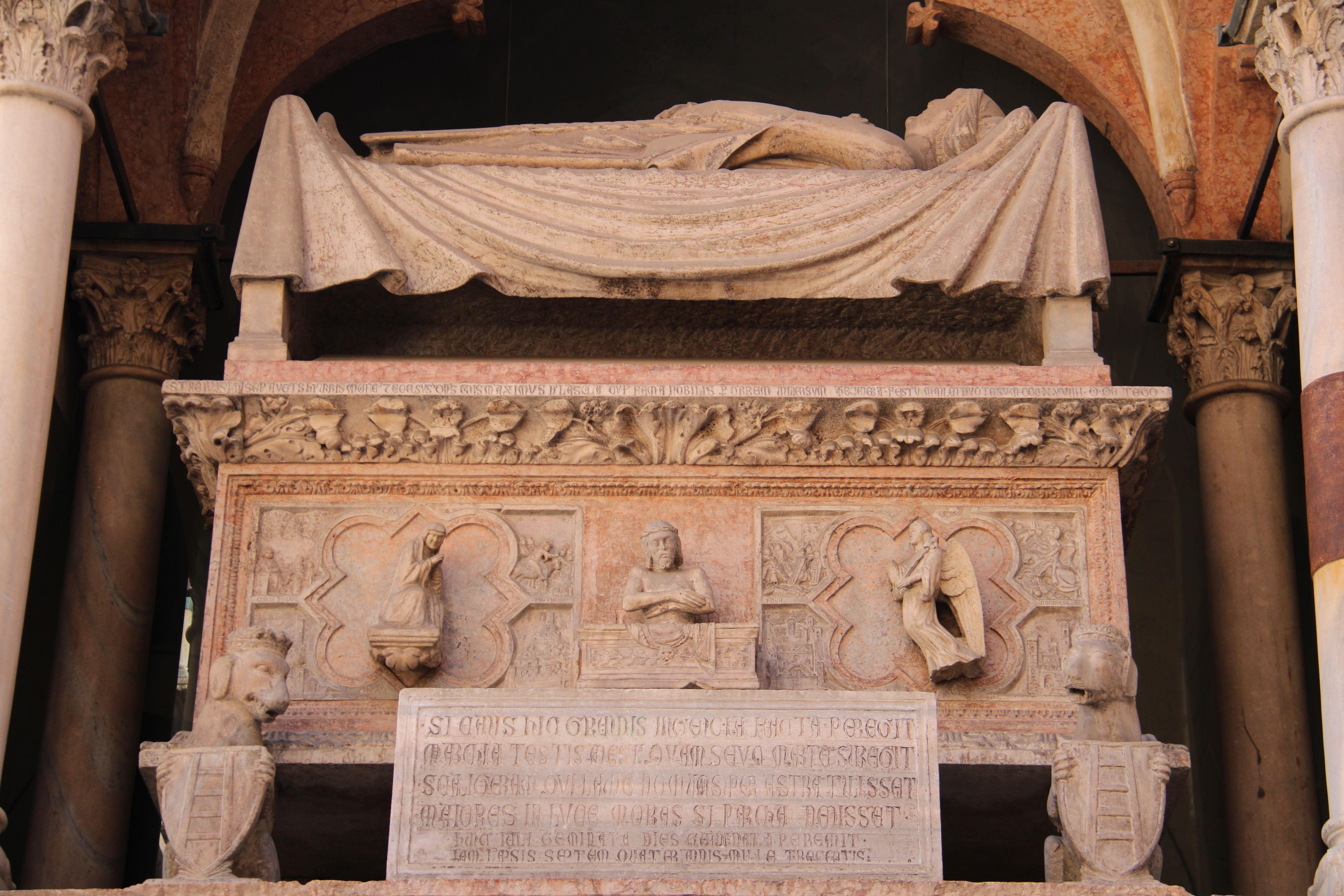
Seconda tomba di Can Grande I della Scala, si notino le teste di cane coronato a mo' di cimiero sui lati della tomba (in basso)
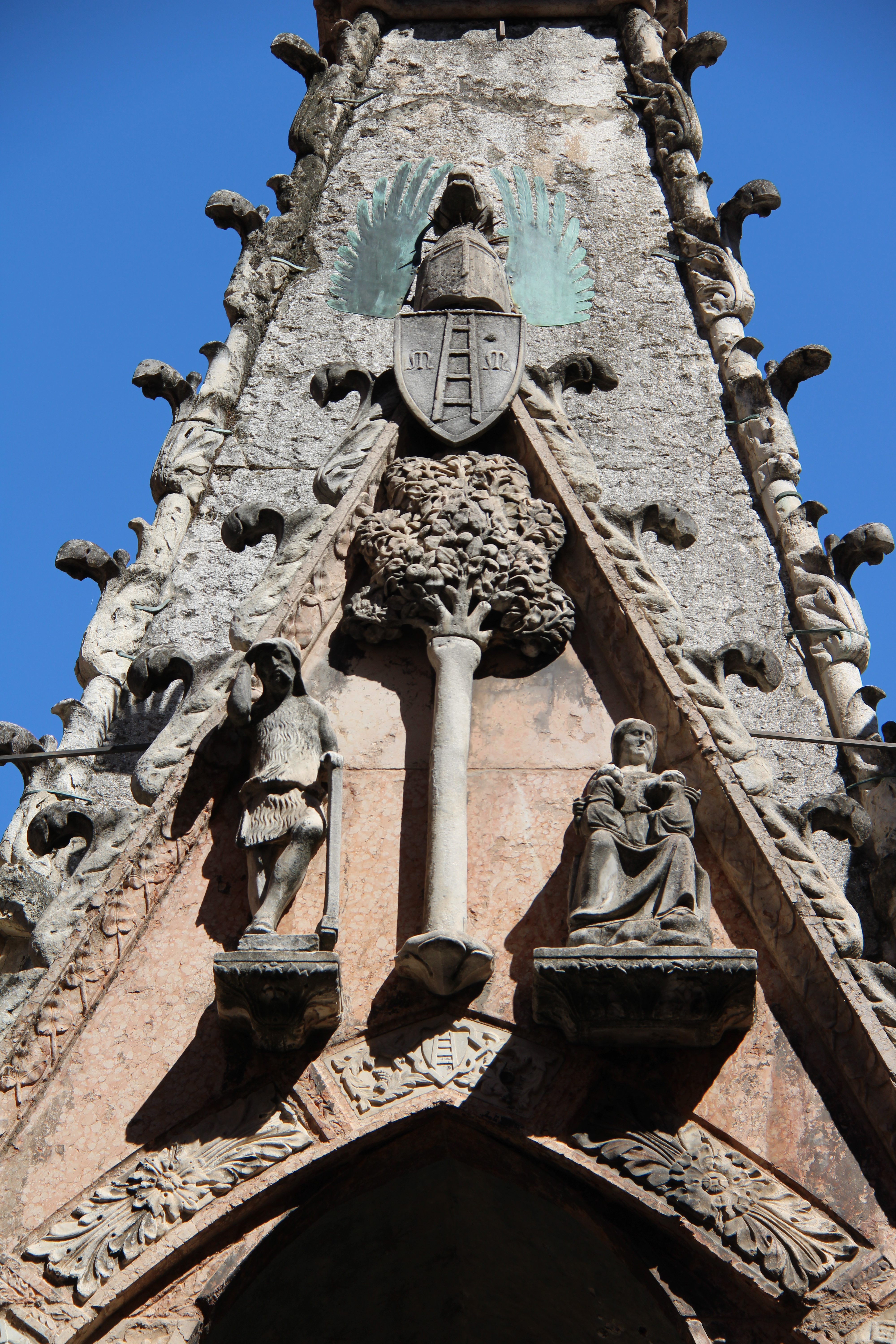
Arca di Mastino II Della Scala (ante 1351), reca un cimiero di cane alato, sull'arme una scala con ai lati due M al posto dei due cani
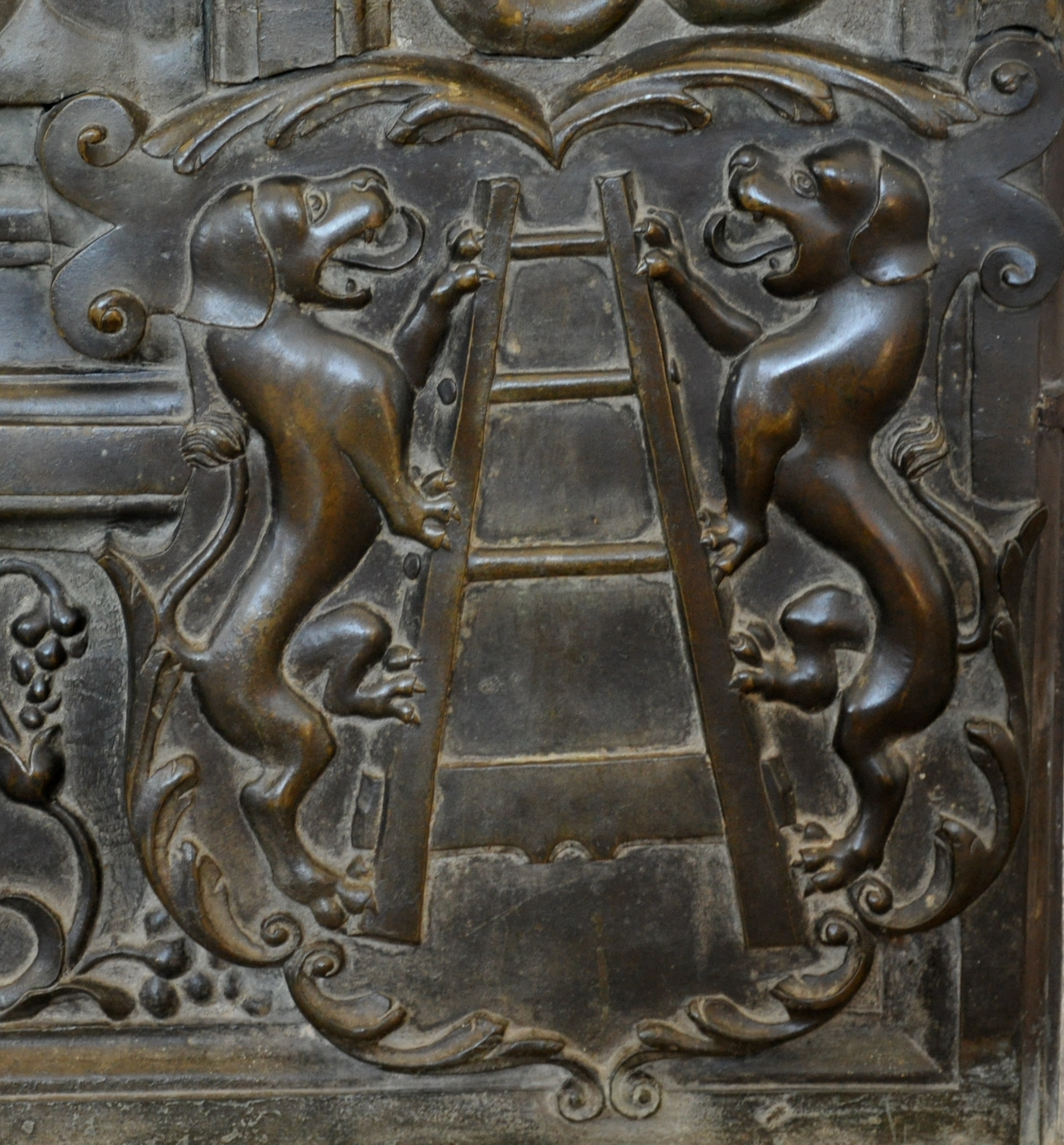
stemma del ramo scaligero germanico (von der Leiter) nella Meßkirch (chiesa parrocchiale di San Martino): sono rappresentati due mastini napoletani, da cui presero il soprannome Mastino I e Mastino II
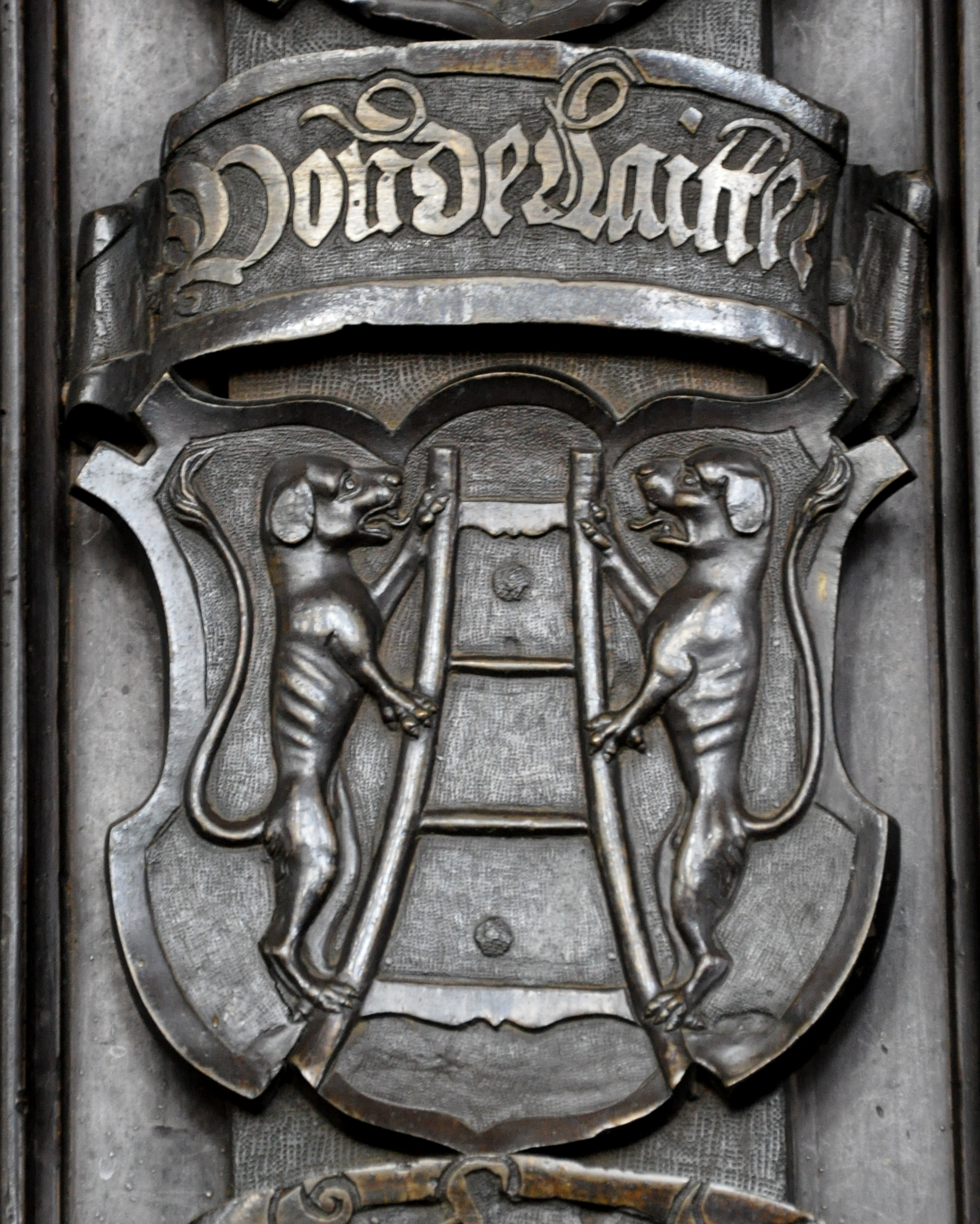
Von Der Leiter (ramo germanico degli scaligeri, discende da Guglielmo della Scala)
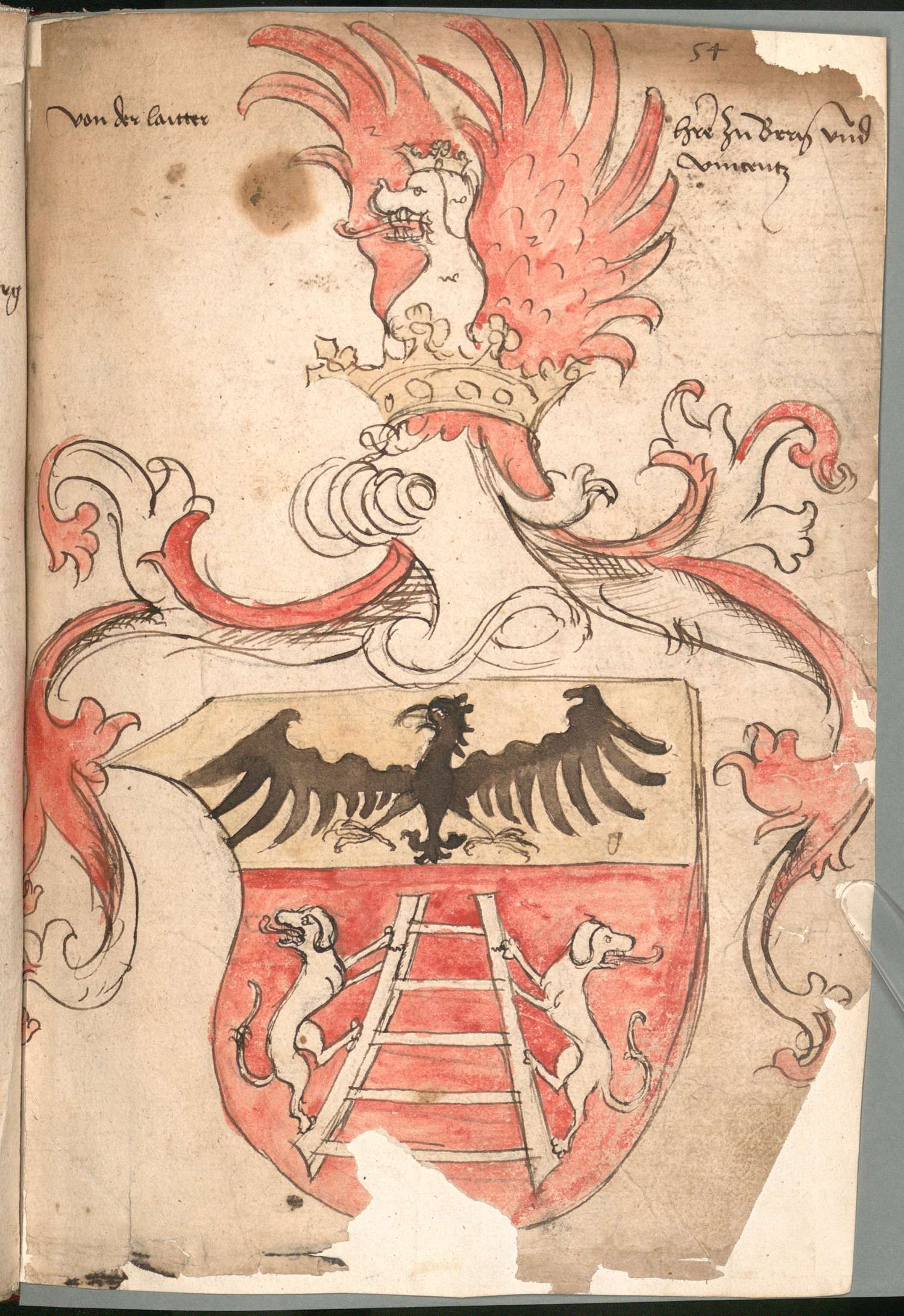
Wernigeroder (Schaffhausensches) stemma Casato della Scala; Germania meridionale IV quarto del XV secolo, Biblioteca di Stato bavarese Monaco di Baviera, Cod.icon. 308 d.C
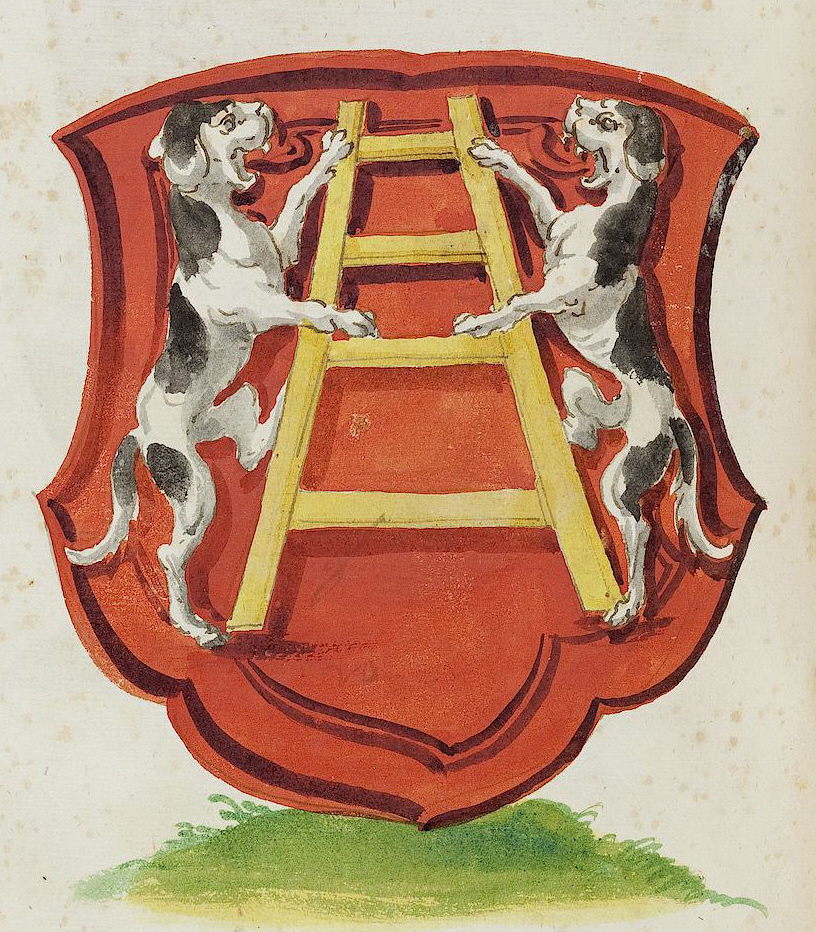
Lo stemma dei signori della scala nell'armeria di Scheibler, intorno al 1450/80. (Biblioteca Statale Bavarese, Cod.Icon. 312 c., fol. 605)
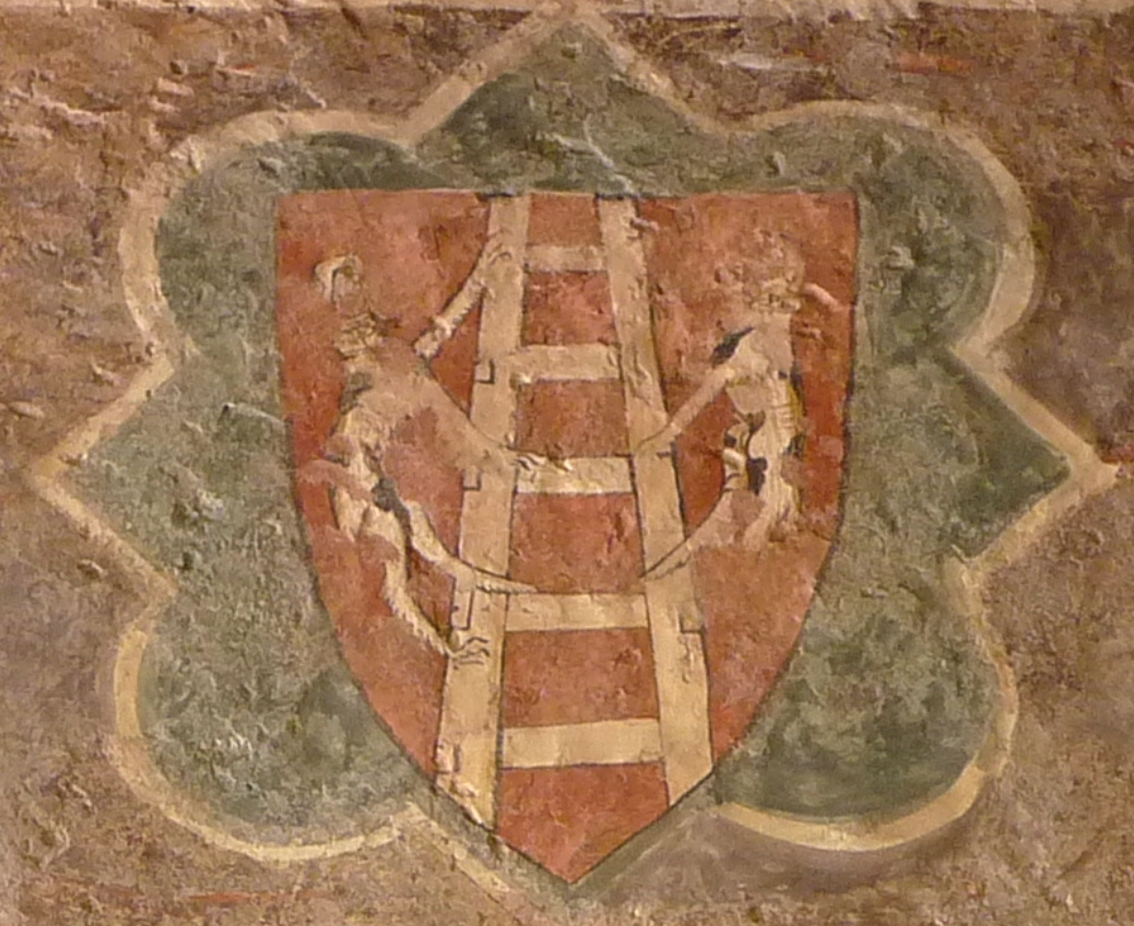
Stemma degli Scaligeri - decorazioni murali in Castelvecchio Verona
Variante dello stemma scaligero, con due cani rampanti ai lati della scala. In questa rappresentazione (disegno) i cani sostitutivi sono levrieri e non più mastini. In basso-rilievi o alto-rilievi i cani rassomigliano ai mastini napoletani.
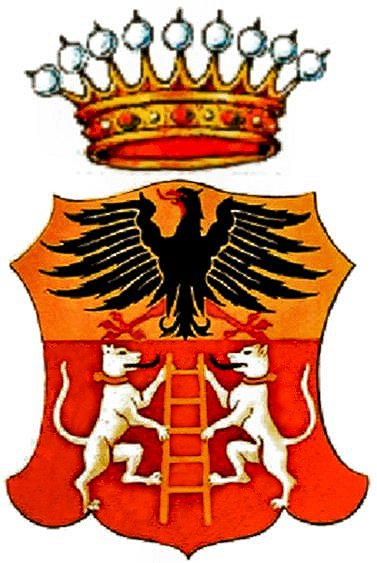
Stemma dei Conti Della Scala del 10 dicembre 1816, i cani rassomigliano a mastini napoletani
Stemma della Scala con aquila bicefala: Di rosso, alla scala di 4 pioli d'argento, posta in palo, sormontata dall'aquila bicipite di nero. Stemma usato da Alboino della Scala e Can Grande I della Scala, a seguito della nomina a vicari imperiali nel 1311 da parte di Enrico VII.[75]
Stemma della famiglia Castriota (in albanese: Kastrioti, Kastriotët). Famiglia d'appartenenza di Giorgio Castriota Scanderbeg.
Stemma con cimiero della famiglia Balsic. Famiglia dell'area serbo (Principato di Zeta) dove si trovava anche Canina e il Principato di Valona. L'area fu invasa dagli Avari nel 587 d.C. in seguito all'assedio di Sirmio.
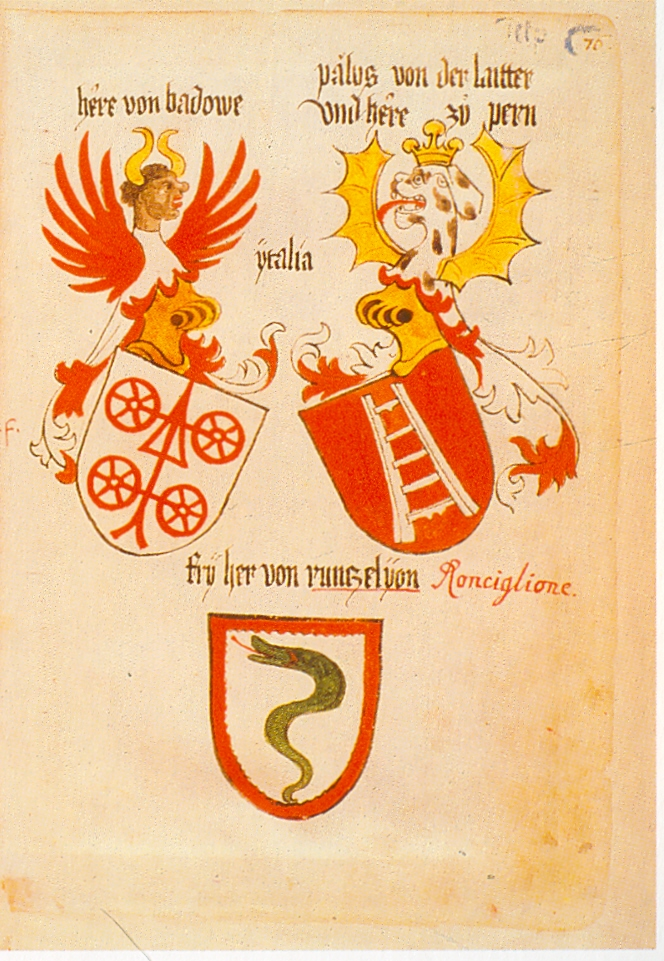
Codice Ingeram: Francesco Carrara signore di Padova, +1405; Paolo della Scala signore di Verona, + 1440 circa; Anguillara Barone di Ronciglione. Si noti il cimiero col cane alato nello stemma di Paolo della Scala
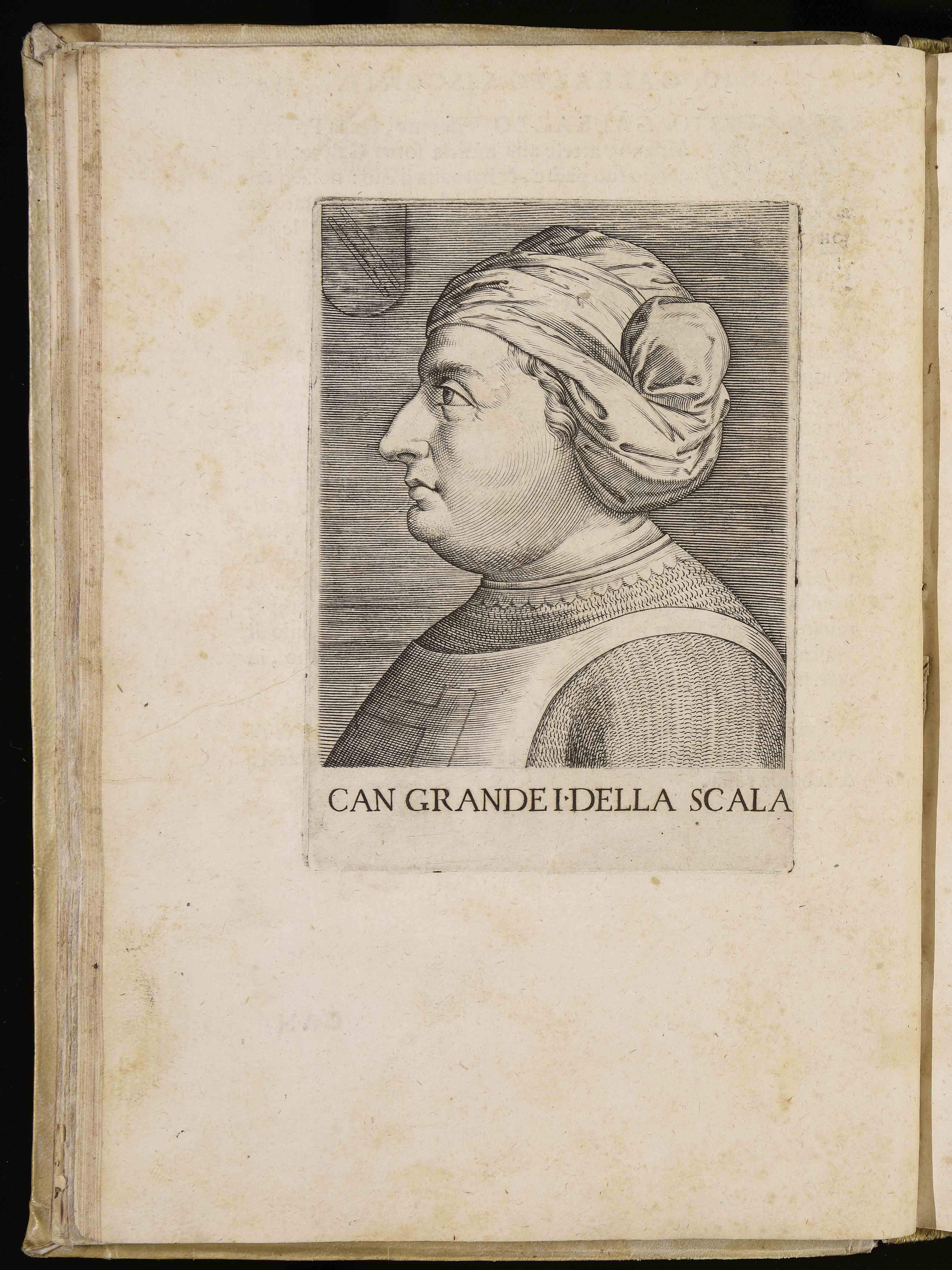
Can Grande I della Scala[76], usava l'appellativo di Can per ricordare le origini della signoria, che ebbe come primo signore Leonardino detto Mastino I. Notare che sul libro c'è scritto Can Grande e non Cangrande.
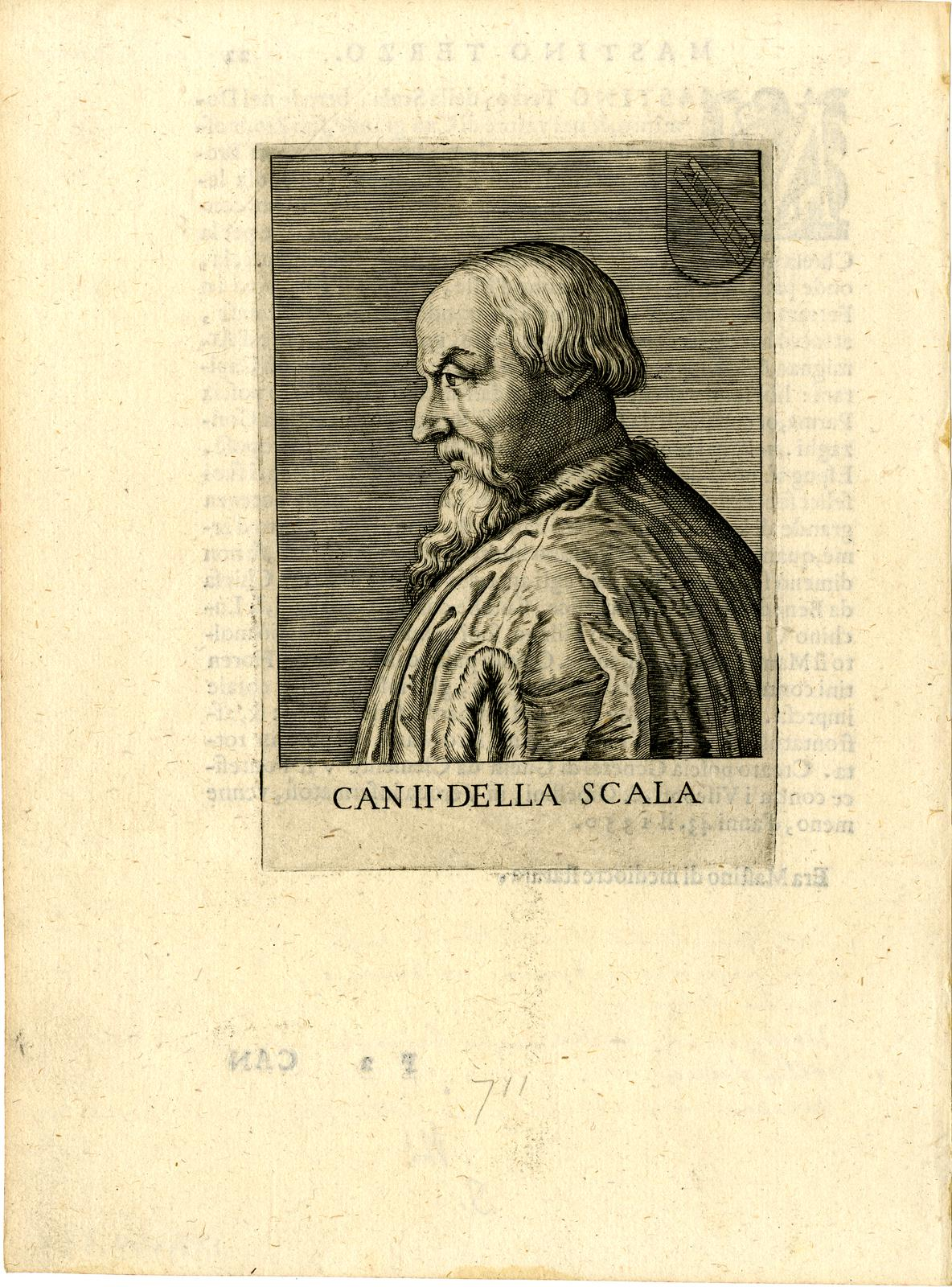
Ritratto di Can Grande II della Scala, busto, di profilo, rivolto a sinistra; indossa una veste foderata di pelliccia; stemma scaligero in alto a destra; illustrazione tratta dai "Ritratti di Cento Capitani Illustri" di Aliprando Caprioli (Roma, 1596)
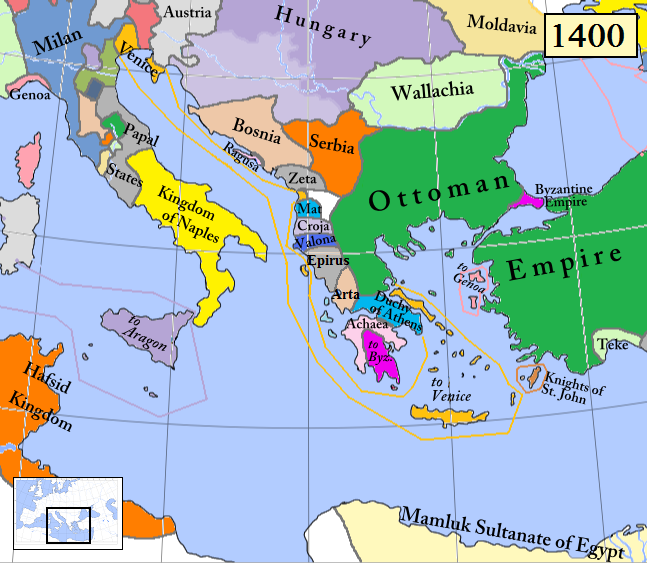
Signoria di Valona e Canina
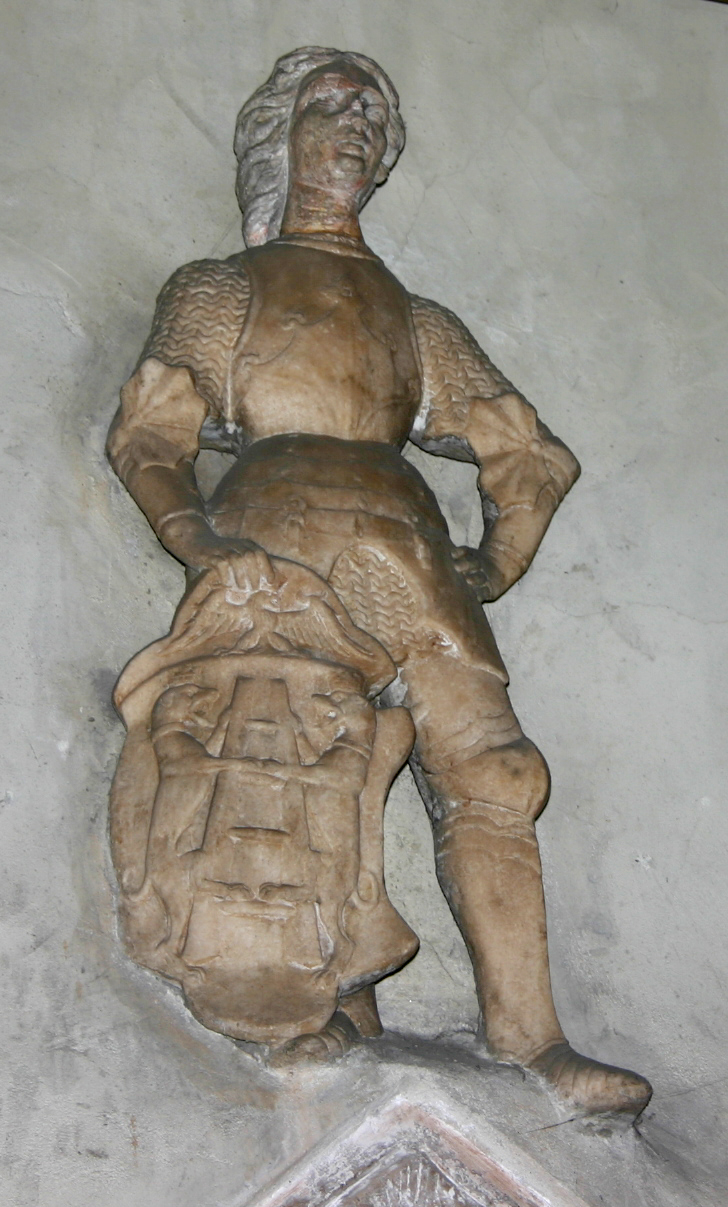
Chiesa di Santa Maria del Carmine a Milano. Angelo Simonetta in armatura, con scudo carico delle armi dei Della Scala. Angelo Simonetta (morto nel 1472), zio di Cicco Simonetta.
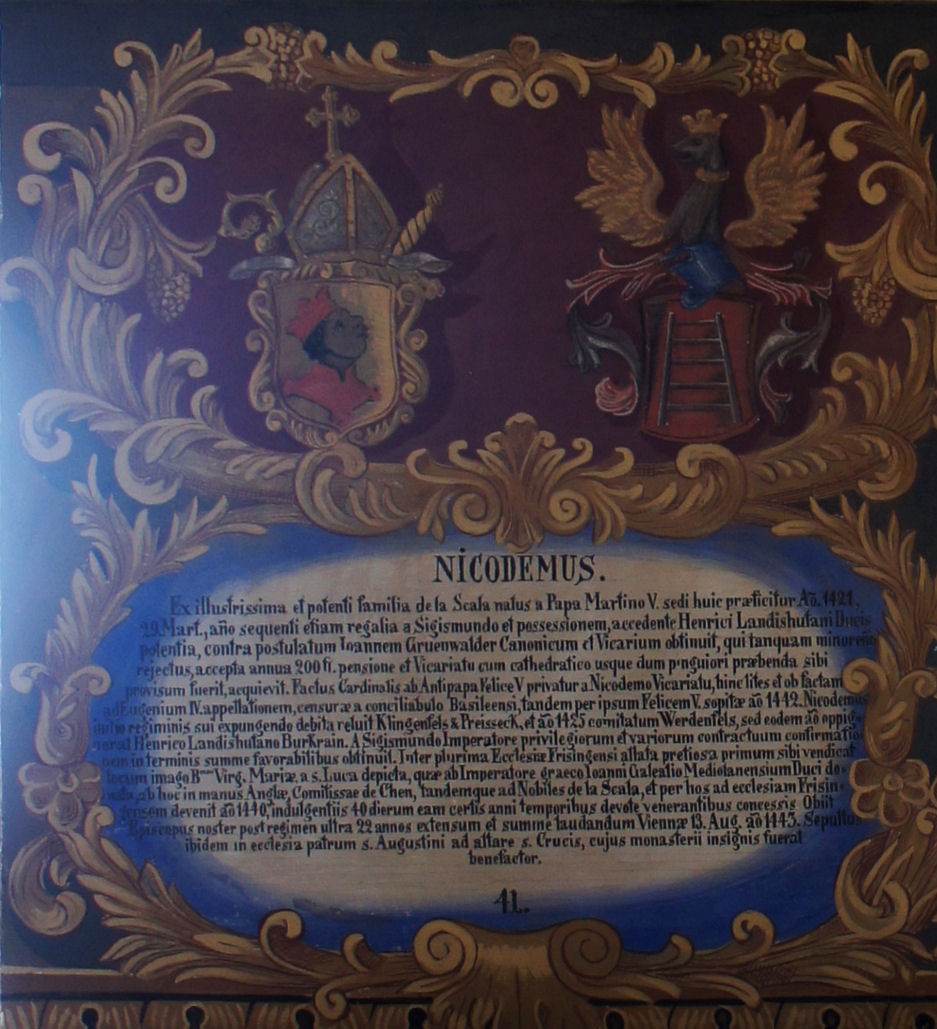
Stemma di Nicodemo della Scala, Principe-Vescovo di Frisinga, nel corridoio principesco tra la residenza del Principe-Vescovo e la Cattedrale di Frisinga. A sinistra lo spirituale, a destra lo stemma personale, in basso un testo latino con una breve biografia.

## Altri personaggi illustri
- Manfredo della Scala (1215-1256), religioso
- Guido della Scala (?-1275), vescovo di Verona
- Bartolomeo I della Scala (?-1290), vescovo di Verona
- Pietro I della Scala (?-1295), vescovo di Verona
- Pietro della Scala (1330-1393), vescovo di Verona e di Lodi
- Nicodemo della Scala († 1443), vescovo di Frisinga
- Giulio Cesare Scaligero (1484-1558), umanista
- Giuseppe Giusto Scaligero (1540-1609), umanista e poeta, figlio di Giulio Cesare Scaligero
- Bernardino della Scala[Appartiene alla stessa famiglia?] (1581-1667), vescovo del Montefeltro
- Cangrande della Scala (1291-1329), signore di Verona.